# Lijst van personen overleden in 1963
Dit is een lijst van personen die zijn overleden in 1963.

## Januari

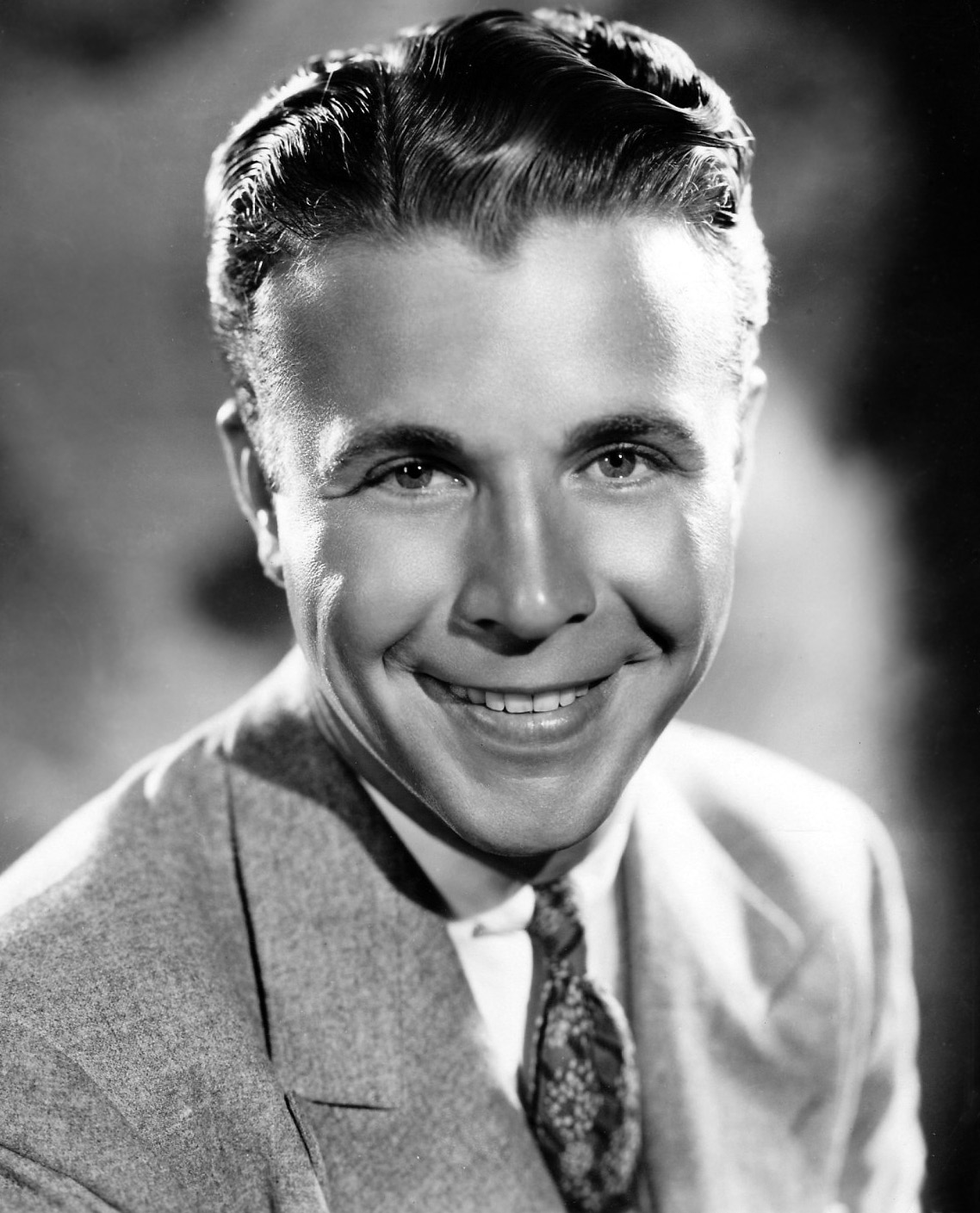
Dick Powell
2 januari

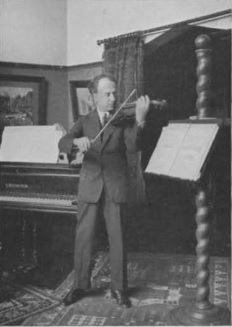
Oskar Back
3 januari

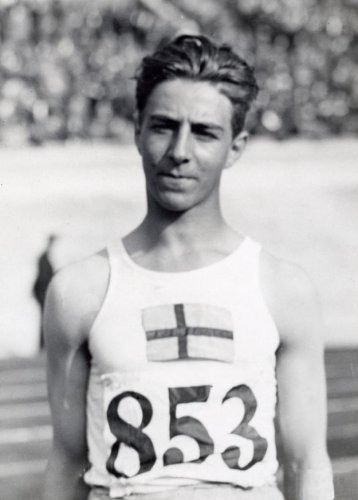
Erik Lundqvist
7 januari

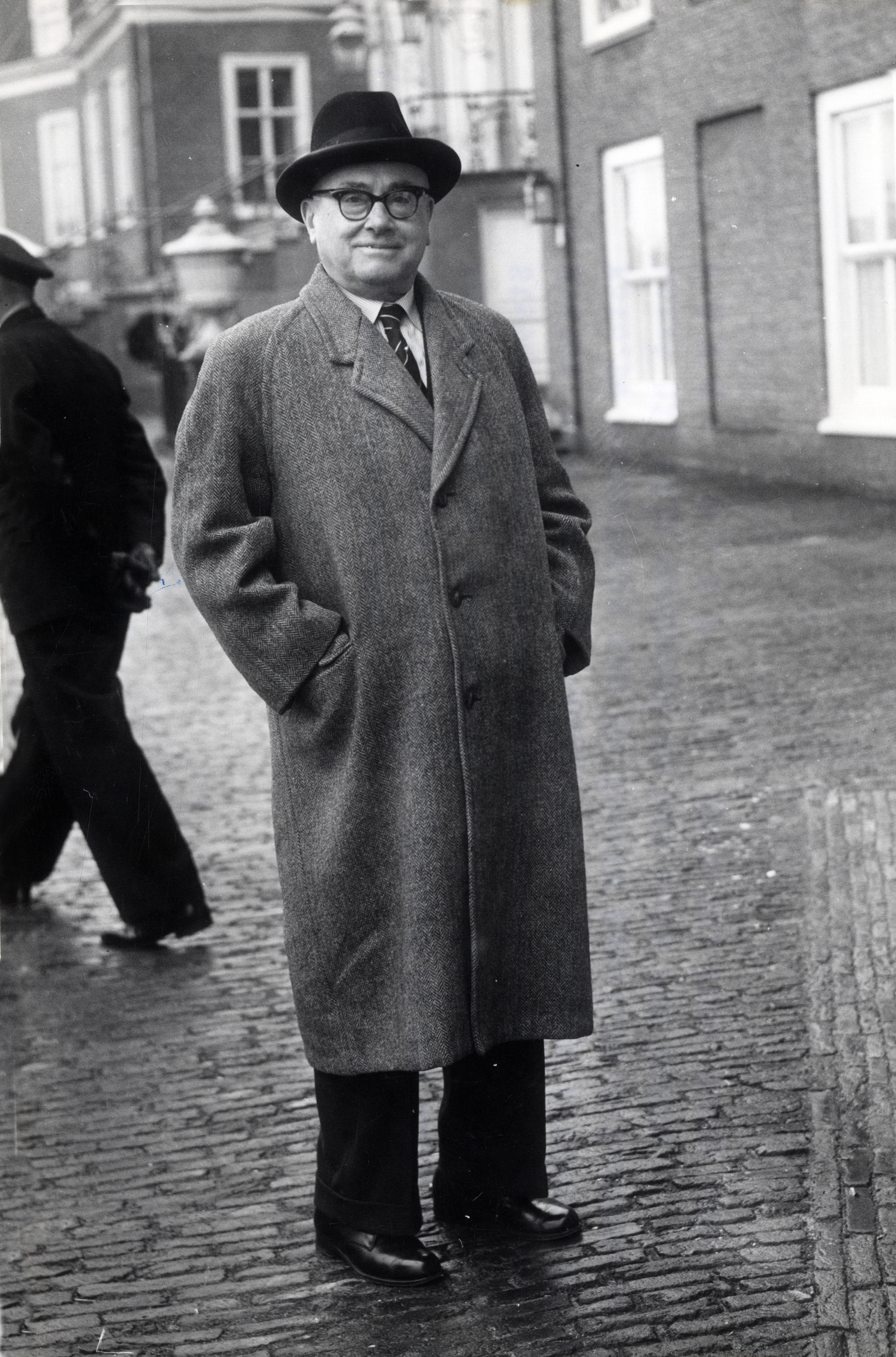
Rad Kortenhorst
13 januari

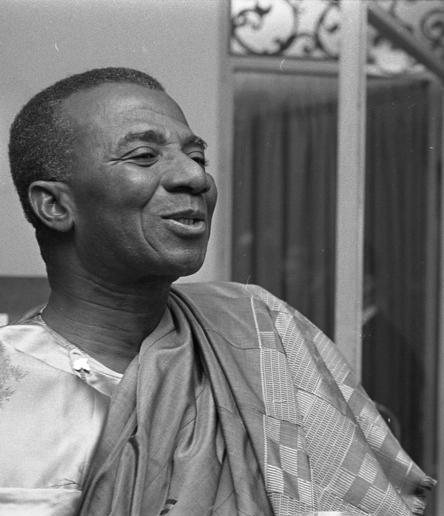
Sylvanus Olympio
13 januari

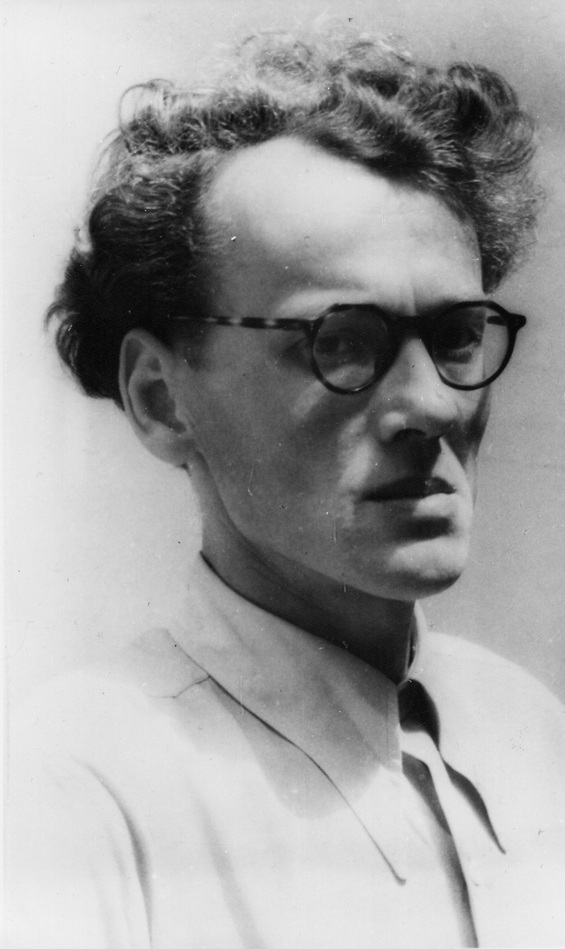
Józef Gosławski
23 januari

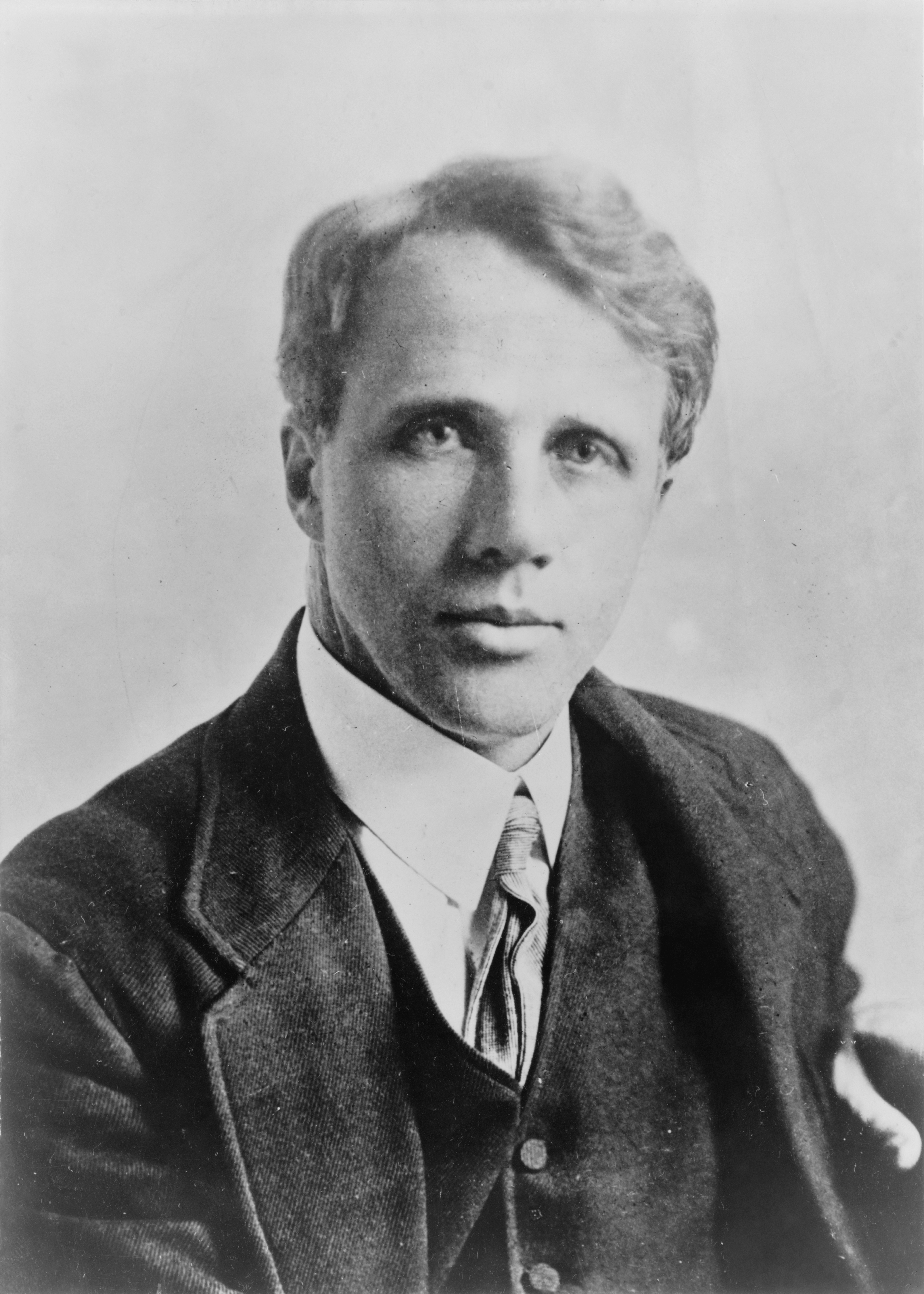
Robert Frost
29 januari

| 1 | 2 | 3 | 4 | 5 | 6 | 7 | 8 | 9 | 10 | 11 | 12 | 13 | 14 | 15 | 16 | 17 | 18 | 19 | 20 | 21 | 22 | 23 | 24 | 25 | 26 | 27 | 28 | 29 | 30 | 31 |
| - | - | - | - | - | - | - | - | - | -- | -- | -- | -- | -- | -- | -- | -- | -- | -- | -- | -- | -- | -- | -- | -- | -- | -- | -- | -- | -- | -- |

### 2 januari
- Jack Carson (52), Amerikaans acteur
- Dick Powell (58), Amerikaans acteur

### 3 januari
- Oskar Back (83), Hongaars-Nederlands violist

### 4 januari
- Willem van der Leck (74), Nederlands architect
- Mozes Salomon Vaz Dias (81), Nederlands journalist en oprichter van een persbureau

### 6 januari
- Lourens Baas Becking (68), Nederlands botanicus en microbioloog

### 7 januari
- Erik Lundqvist (54), Zweeds atleet

### 8 januari
- Jan Derks (50), Nederlands journalist
- Adriaan Groenewegen (88), Nederlands kunstschilder

### 9 januari
- August Debunne (90), Belgisch politicus

### 10 januari
- André Ledoux (55), Belgisch politicus
- Hilarion Thans (78), Belgisch schrijver

### 11 januari
- Christiaan Huijgens (65), Nederlands atleet

### 13 januari
- Sonny Clark (31), Amerikaans jazzpianist
- Rad Kortenhorst (76), Nederlands politicus
- Sylvanus Olympio (60), president van Togo
- Johann Wartner (79), Duits politicus

### 15 januari
- Reg Arnold (43), Brits trompettist
- René Deschepper (84), Belgisch priester en historicus

### 16 januari
- Gilardo Gilardi (73), Argentijns componist

### 17 januari
- Philippine Vande Putte (59), Belgisch bestuurster

### 19 januari
- Ernst Torgler (69), Duits politicus
- Andrea Villarreal (81), Mexicaans revolutionair en journaliste

### 22 januari
- William Godfrey (73), Brits kardinaal

### 23 januari
- Muhammad Ali Bogra (53), Pakistaans politicus
- Jean Caudron (67), Belgisch voetballer
- Józef Gosławski (54), Pools beeldhouwer en medailleur

### 25 januari
- Alice Buysse (94), Belgisch politica, onderneemster en activiste
- Isaac Shoenberg (82), Russisch-Brits televisiepionier

### 27 januari
- Edzard Falck (78), lid Nederlandse adel

### 28 januari
- John Farrow (58), Amerikaans filmregisseur
- Gustave Garrigou (78), Frans wielrenner
- Jean Piccard (79), Amerikaans uitvinder en ballonvaarder

### 29 januari
- Robert Frost (88), Amerikaans dichter en toneelschrijver

### 30 januari
- Francis Poulenc (64), Frans componist
- Hans Reicher (67), Duits-Nederlands beeldhouwer

### 31 januari
- Cornelis Rol (85), Nederlands kunstenaar

## Februari

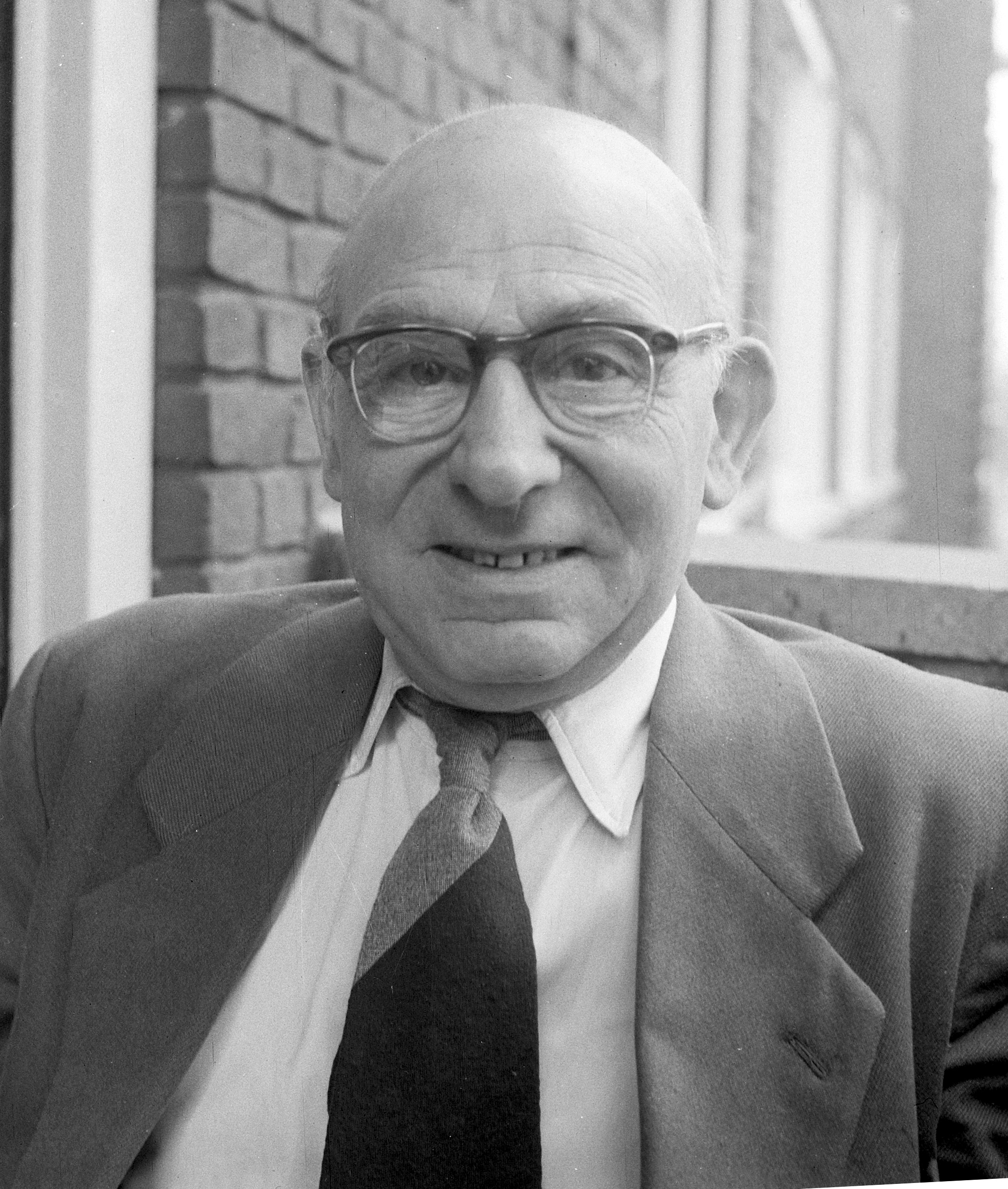
Herman Bouber
2 februari

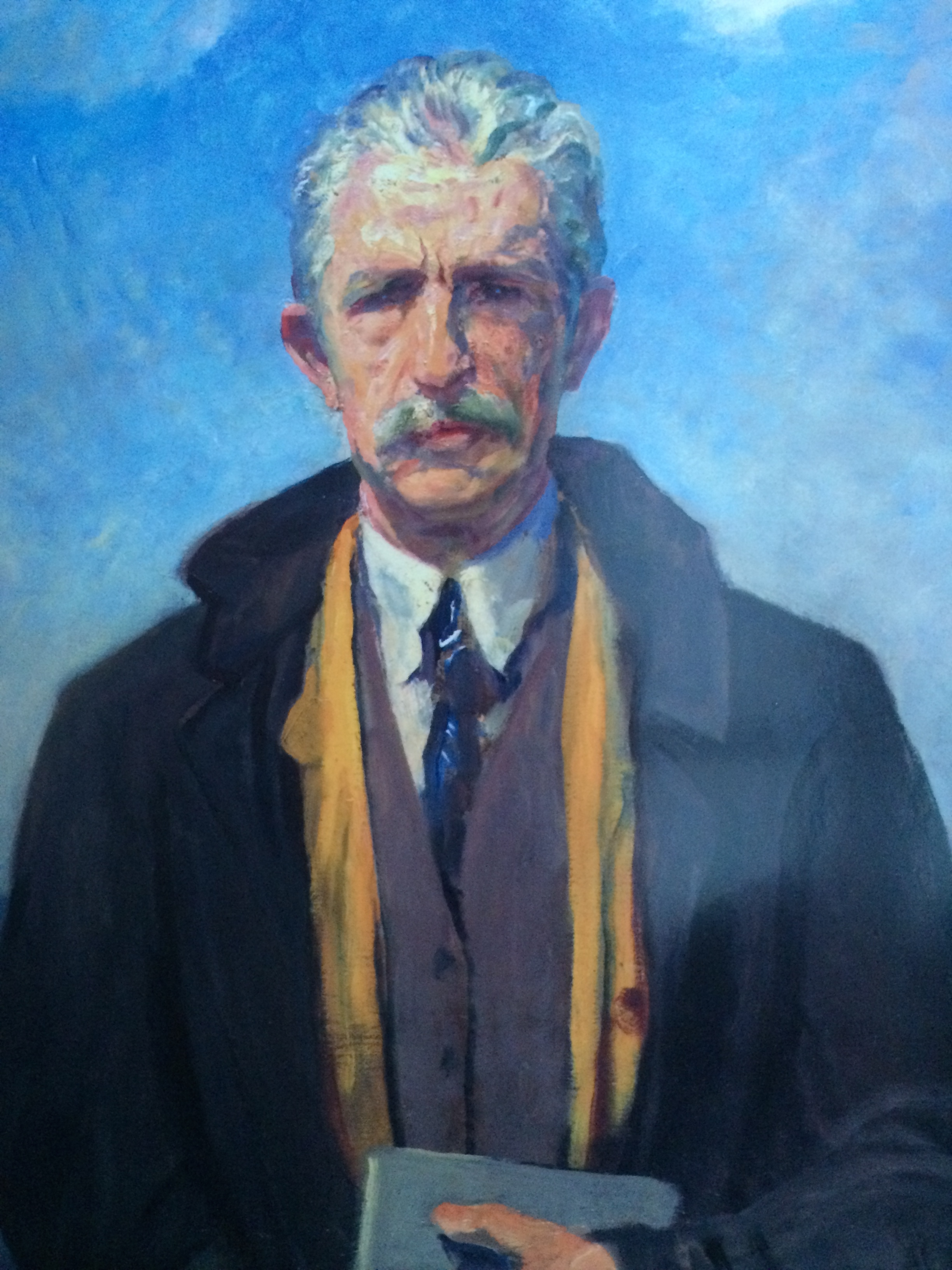
Oszkár Mendlik
9 februari

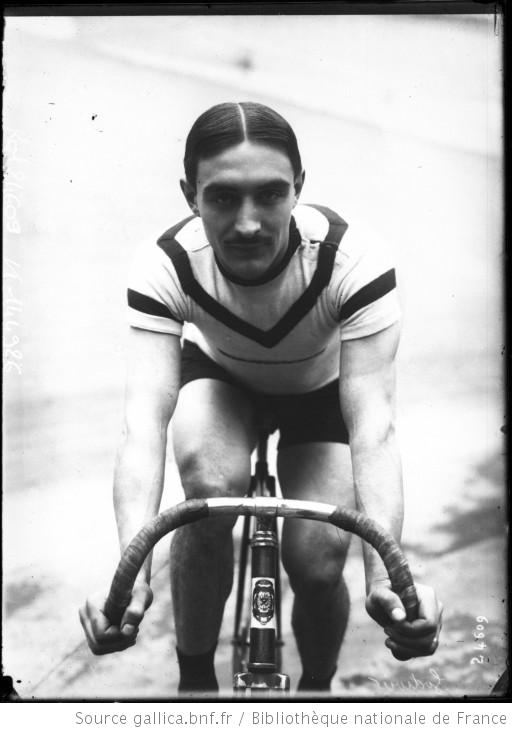
Marcel Godivier
9 februari

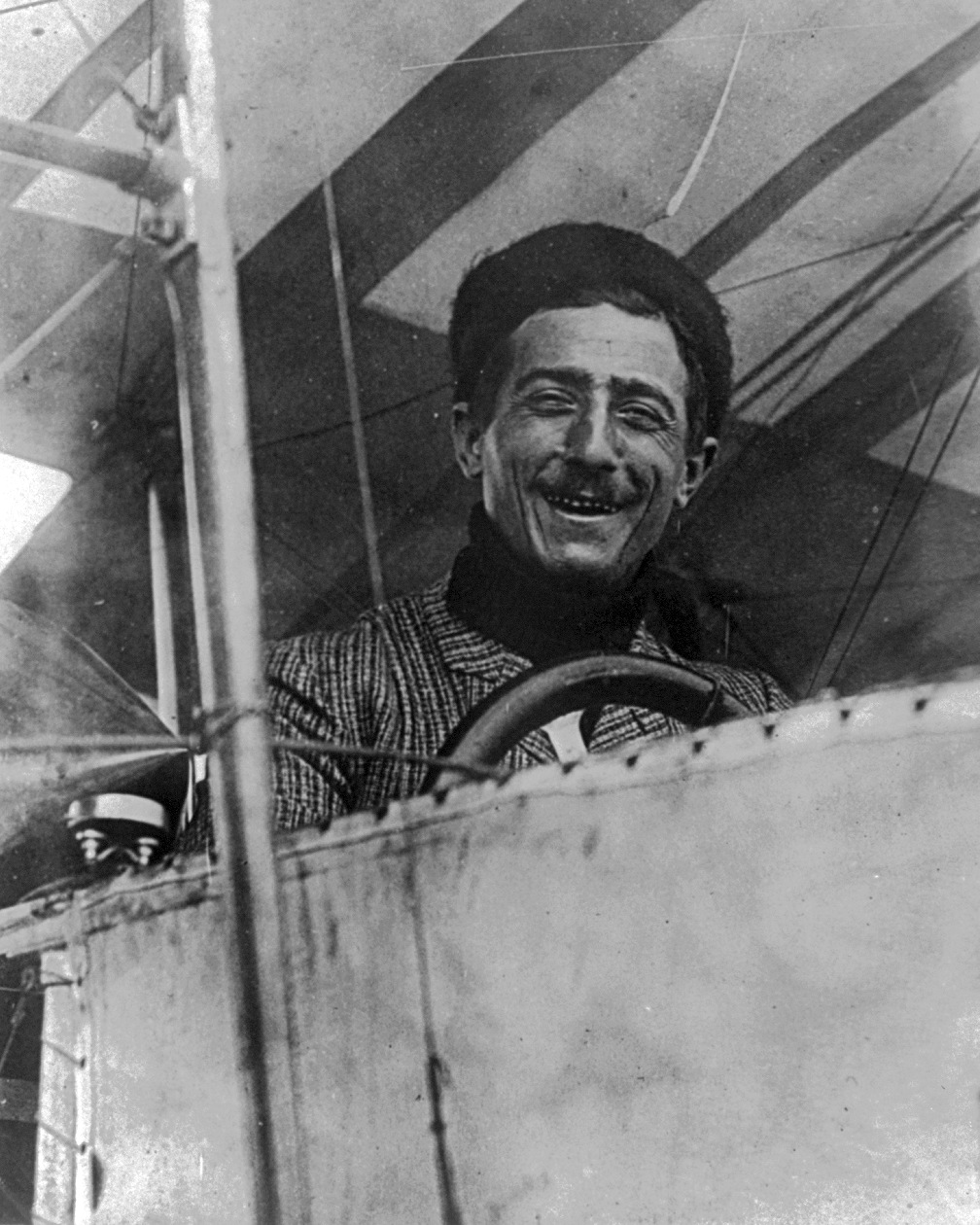
Louis Paulhan
10 februari

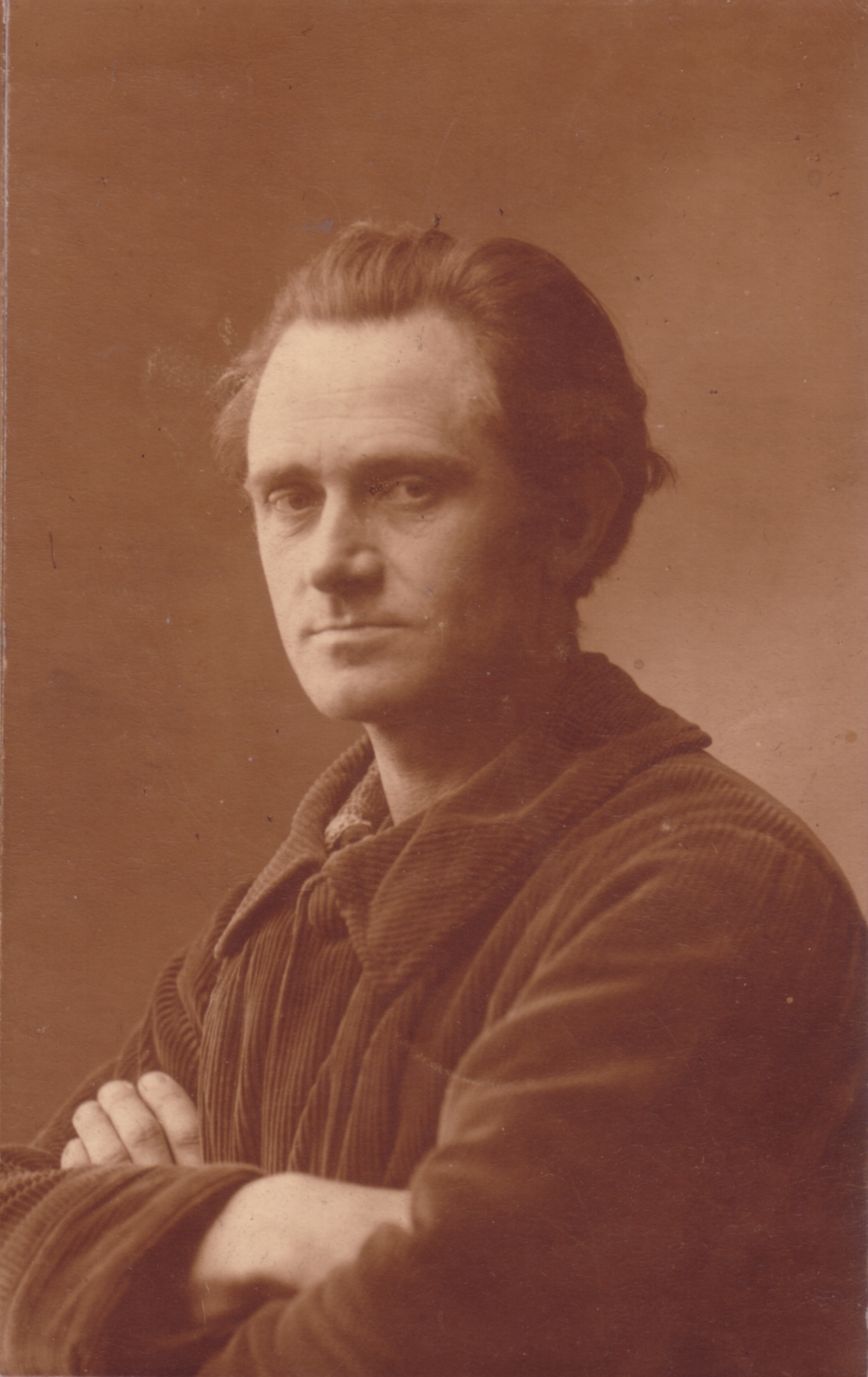
Marinus Heijnes
12 februari

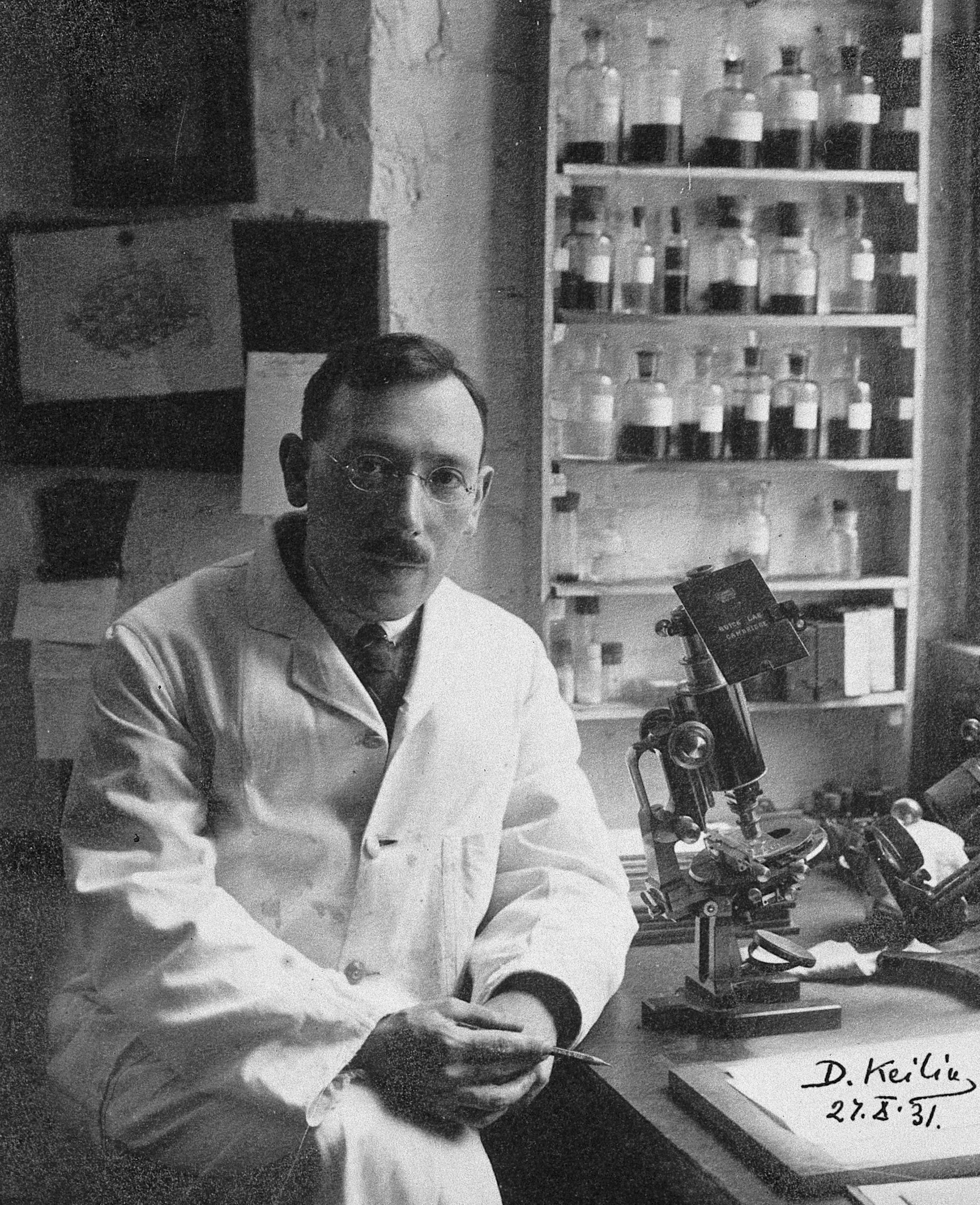
David Keilin
27 februari

| 1 | 2 | 3 | 4 | 5 | 6 | 7 | 8 | 9 | 10 | 11 | 12 | 13 | 14 | 15 | 16 | 17 | 18 | 19 | 20 | 21 | 22 | 23 | 24 | 25 | 26 | 27 | 28 |
| - | - | - | - | - | - | - | - | - | -- | -- | -- | -- | -- | -- | -- | -- | -- | -- | -- | -- | -- | -- | -- | -- | -- | -- | -- |

### 2 februari
- Herman Bouber (77), Nederlands acteur en toneelschrijver
- Emile Thysebaert (89), Belgisch kunstschilder

### 5 februari
- Barnum Brown (89), Amerikaans paleontoloog
- Herbert Samuel (92), Brits politicus

### 6 februari
- Charlotte Charlaque (70), Amerikaans-Duits-Joodse transvrouw, vertaalster en artieste
- Mohammed Abdelkrim El Khattabi (81), Marokkaanse vrijheidsstrijder
- Piero Manzoni (29), Italiaans kunstenaar

### 7 februari
- Ernest Demuyter (69), Belgisch politicus
- Learco Guerra (60), Italiaans wielrenner
- Peter Mitchell-Thomson (49), Brits pair en autocoureur

### 8 februari
- Ernst Glaeser (60), Duits schrijver

### 9 februari
- Marcel Godivier (76), Frans wielrenner
- Oszkár Mendlik (91), Nederlands-Hongaars kunstschilder
- Johann Pilles (79), Oostenrijks componist
- Abdul Karim Qassem (48), Iraaks politicus

### 10 februari
- Louis Paulhan (79), Frans luchtvaartpionier

### 11 februari
- Karl Frederick (82), Amerikaans sportschutter
- Sylvia Plath (30), Amerikaans dichteres

### 12 februari
- Marinus Heijnes (74), Nederlands kunstschilder

### 13 februari
- Yasujiro Yajima (80), Japans militair

### 14 februari
- Dirk Frans Pont (69), Nederlands politicus

### 15 februari
- Willy van der Vorm (65), Nederlands ondernemer

### 17 februari
- Pieter-Jan Enk (78), Nederlands latinist

### 19 februari
- Elsa Conrad (75), Duitse nachtclubeigenaresse
- Lyndol Mitchell (40), Amerikaans componist

### 20 februari
- Ferenc Fricsay (48), Oostenrijks dirigent

### 21 februari
- Jan Jans (69), Nederlands architect

### 22 februari
- Padraig O'Keeffe (75), Iers violist

### 27 februari
- David Keilin (75), Russisch-Brits bioloog

### 28 februari
- Bobby Jaspar (37), Belgisch jazzmusicus
- Harry Mommers (70), Nederlands voetballer
- Rajendra Prasad (78), president van India

## Maart

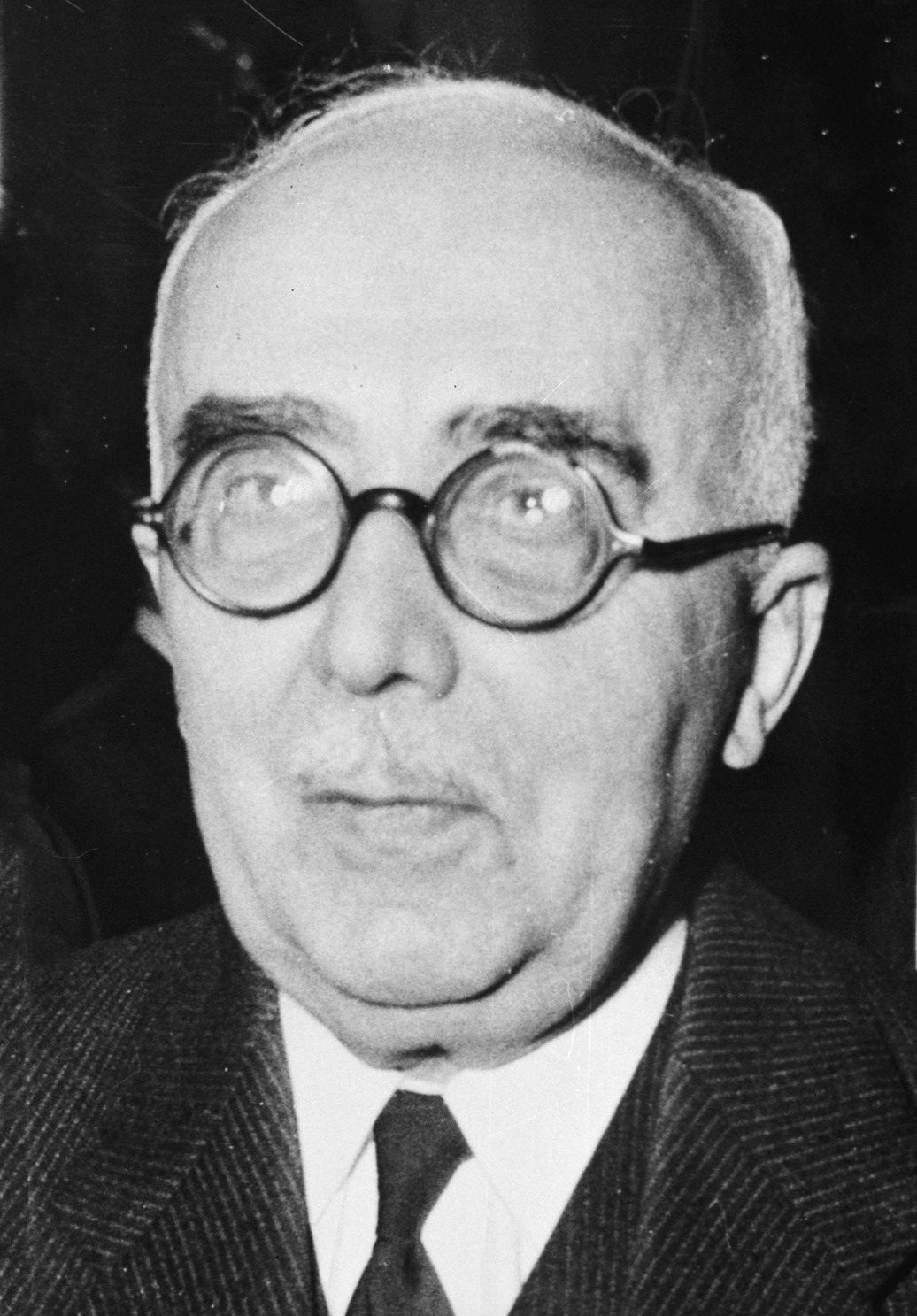
Édouard Belin
4 maart

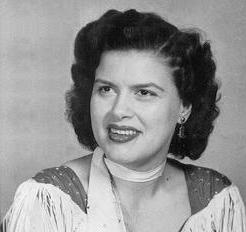
Patsy Cline
5 maart

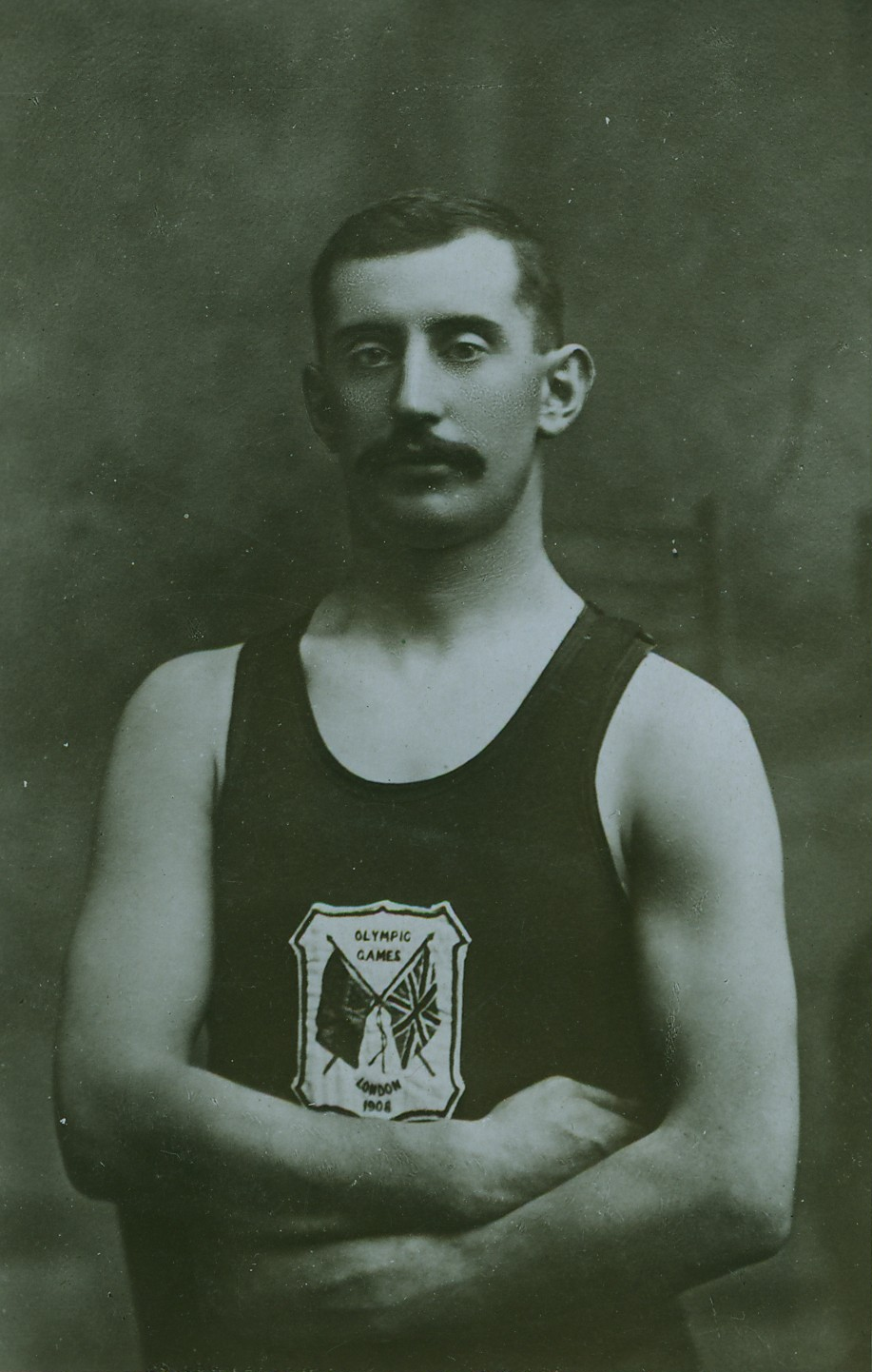
George Nevinson
13 maart

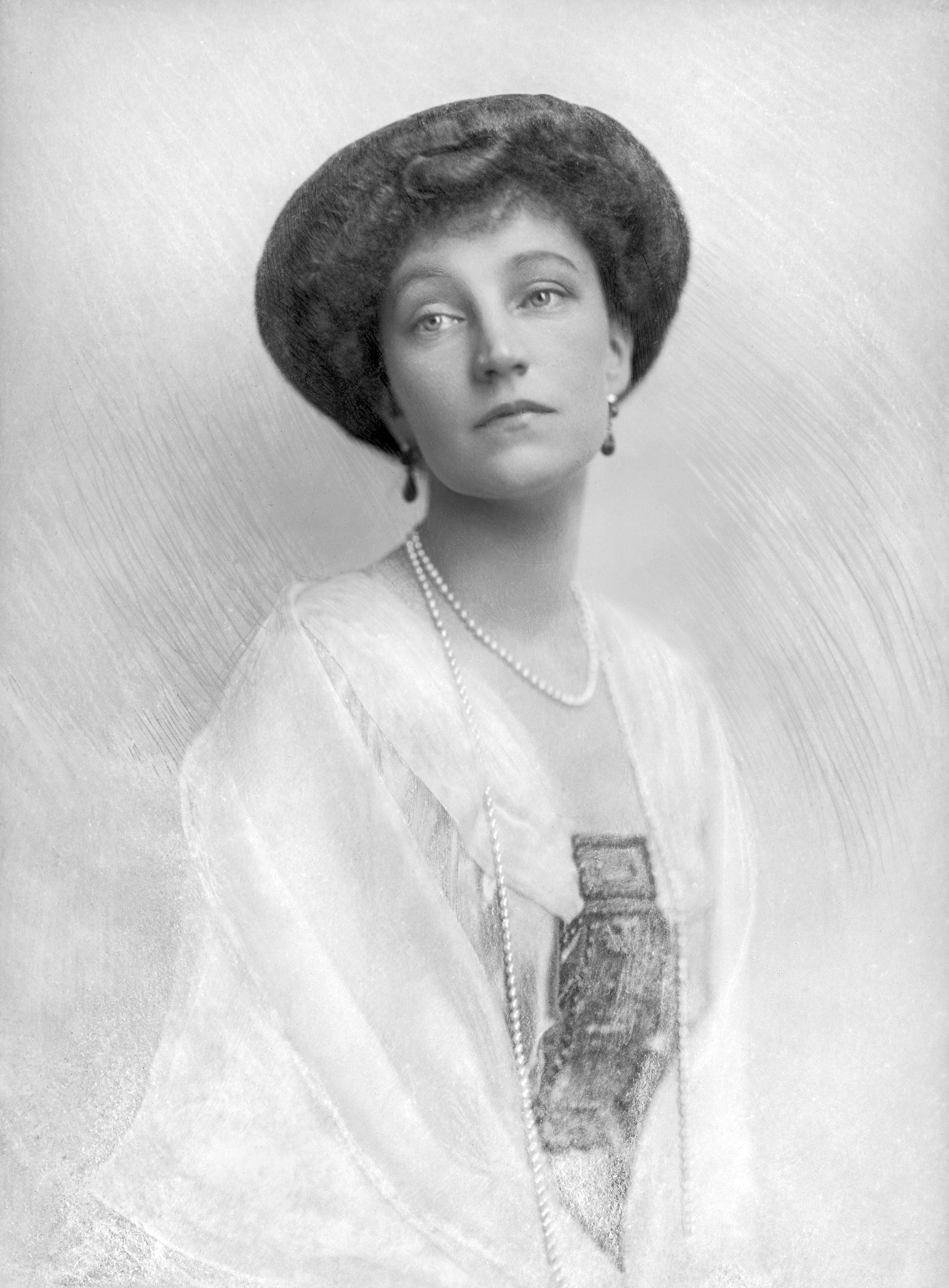
Elisabeth Marie van Oostenrijk
16 maart

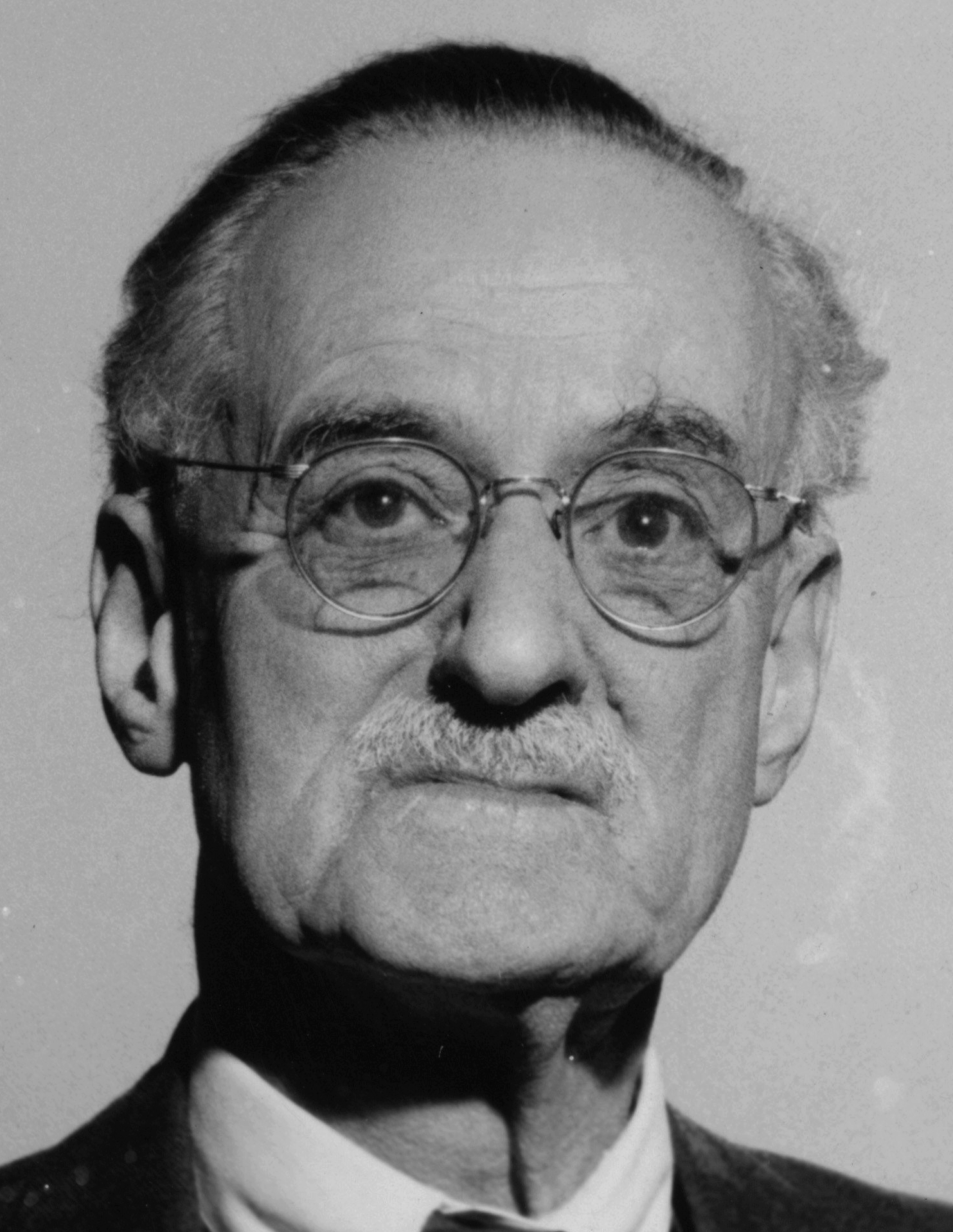
J.Chr. van Oven
16 maart

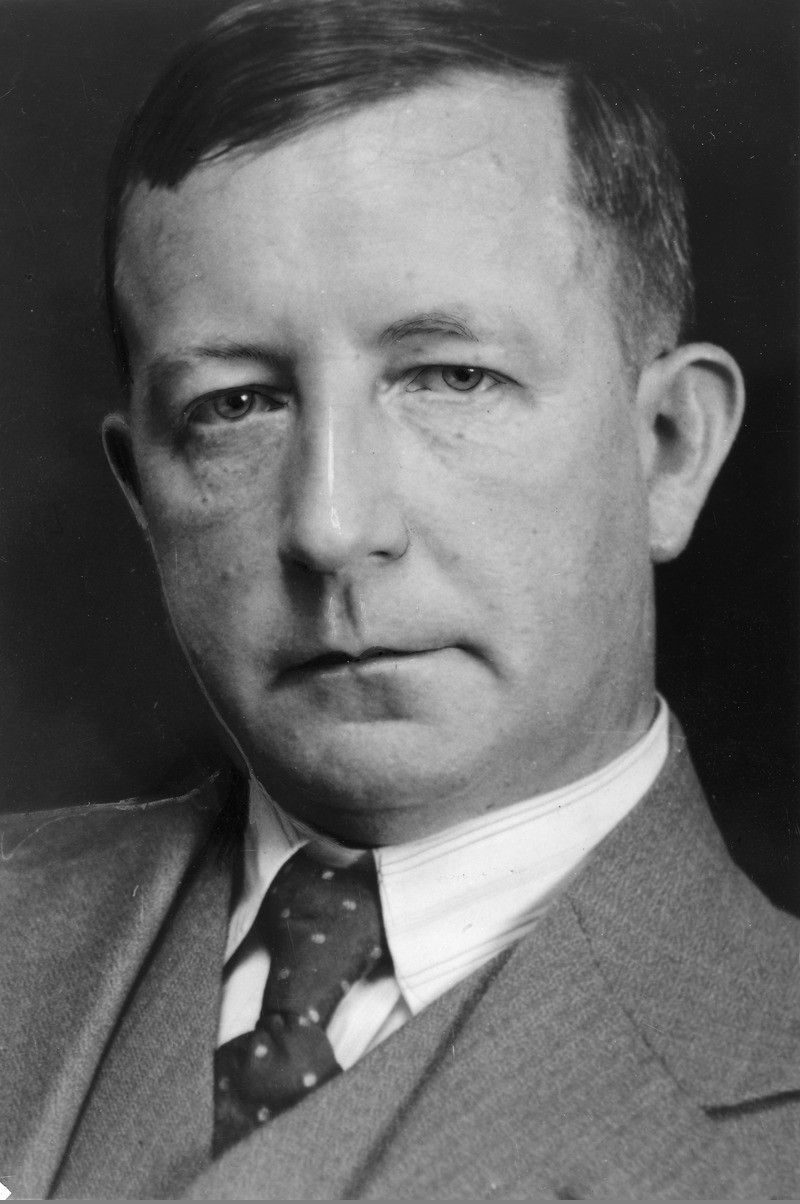
Thoralf Skolem
23 maart

| 1 | 2 | 3 | 4 | 5 | 6 | 7 | 8 | 9 | 10 | 11 | 12 | 13 | 14 | 15 | 16 | 17 | 18 | 19 | 20 | 21 | 22 | 23 | 24 | 25 | 26 | 27 | 28 | 29 | 30 | 31 |
| - | - | - | - | - | - | - | - | - | -- | -- | -- | -- | -- | -- | -- | -- | -- | -- | -- | -- | -- | -- | -- | -- | -- | -- | -- | -- | -- | -- |

### 1 maart
- Jorge Daponte (39), Argentijns autocoureur

### 3 maart
- Henri Boot (86), Nederlands kunstschilder
- Joseph Diongre (84), Belgisch architect

### 4 maart
- Édouard Belin (86), Frans uitvinder

### 5 maart
- Patsy Cline (30), Amerikaans zangeres

### 6 maart
- Kornelis ter Laan (91), Nederlands taalkundige en politicus
- Ion Mihalache (81), Roemeens politicus

### 7 maart
- Jaime de Veyra (89), Filipijns politicus

### 8 maart
- Victor Petrus Ludovicus Muyldermans (91), Belgisch componist

### 9 maart
- John Crocker (67), Brits militair

### 10 maart
- Irving Aaronson (68), Amerikaans pianist en bandleider
- Aeneas Alexander Mackay (57), Brits politicus

### 12 maart
- Max Cohen-Reuss (87), Duits politicus

### 13 maart
- George Nevinson (80), Brits waterpolospeler
- Eugeen Vansteenkiste (67), Belgisch kunstschilder

### 14 maart
- Jean Thenaers (71), Belgisch politicus

### 16 maart
- William Beveridge (84), Brits econoom en politicus
- Elisabeth Marie van Oostenrijk (79), lid Oostenrijkse adel
- Julius Christiaan van Oven (81), Nederlands jurist en politicus

### 17 maart
- William Squire (91), Brits componist en cellist

### 18 maart
- Wanda Hawley (67), Amerikaans actrice

### 19 maart
- Léon Legrand (94), Belgisch politicus

### 20 maart
- Alfred Reade Godwin-Austen (73), Brits militair
- Pasquale La Rotella (83), Italiaans componist en musicus

### 21 maart
- Laurens van Kuik (73), Nederlands kunstschilder

### 23 maart
- Lee Eyerly (71), Amerikaans attractiebouwer en vliegenier
- Thoralf Skolem (75), Noors wiskundige
- Johan Edzart van Welderen Rengers (85), Nederlands politicus

### 26 maart
- Jean Bruce (42), Frans schrijver
- Lodewijk Albert Kesper (70), Nederlands bestuurder
- Jacques Kluger (51), Belgisch muziekproducent
- Nikolaj Nikitin (67), Russisch schrijver

### 28 maart
- Antoine Bouwens (86), Nederlands sportschutter

### 29 maart
- August Rei (77), Estisch politicus

### 30 maart
- Frida Katz (77), Nederlands politica

### 31 maart
- Louis Boeckx (76), Belgisch politicus

## April

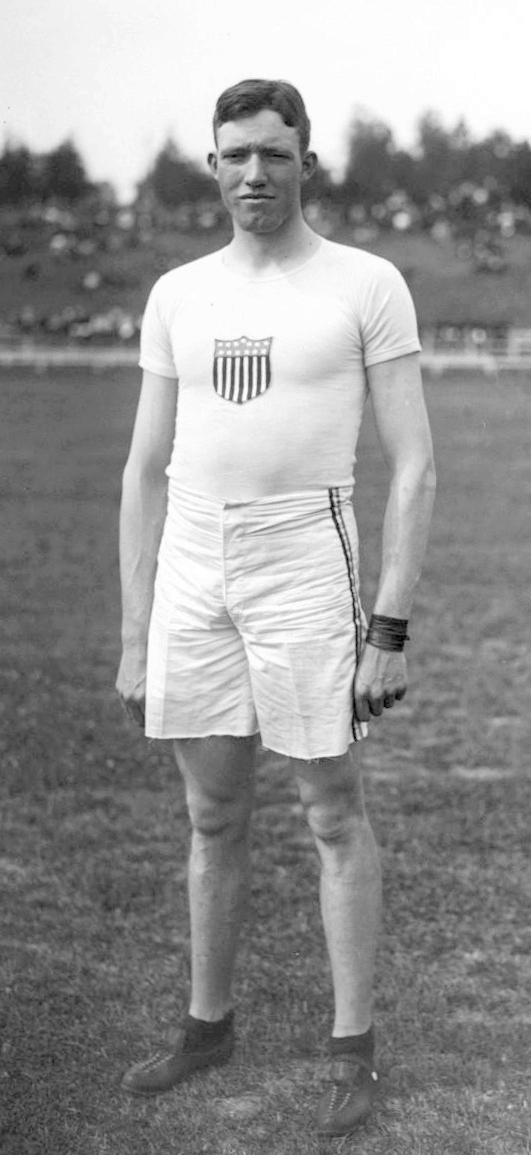
Alma Richards
3 april

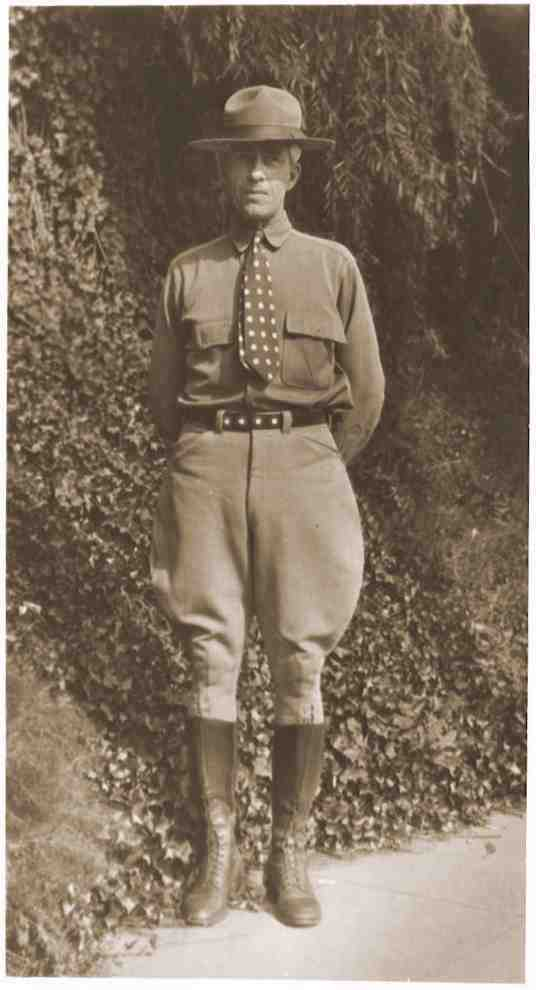
Emil Holmdahl
4 april

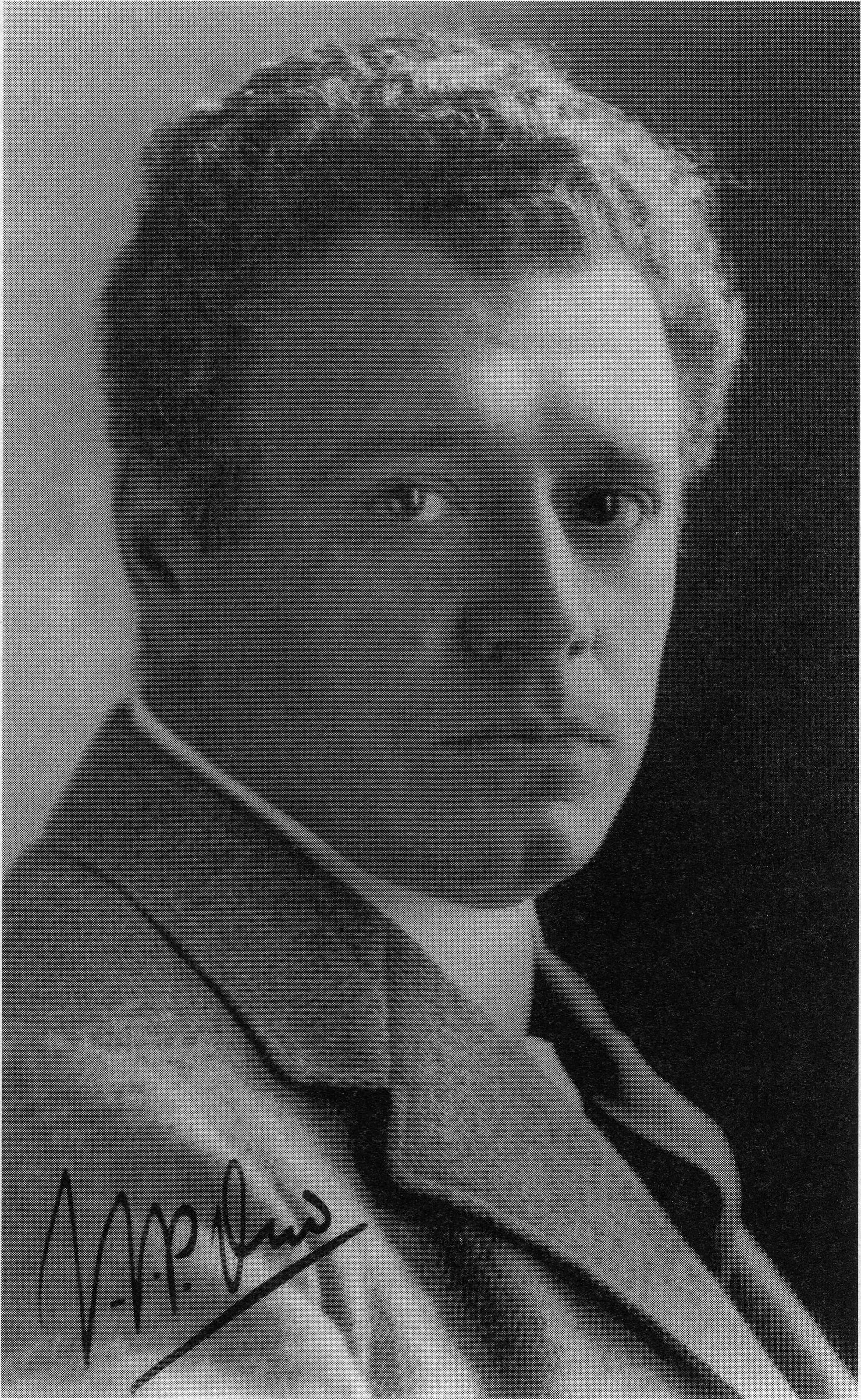
J.J.P. Oud
5 april

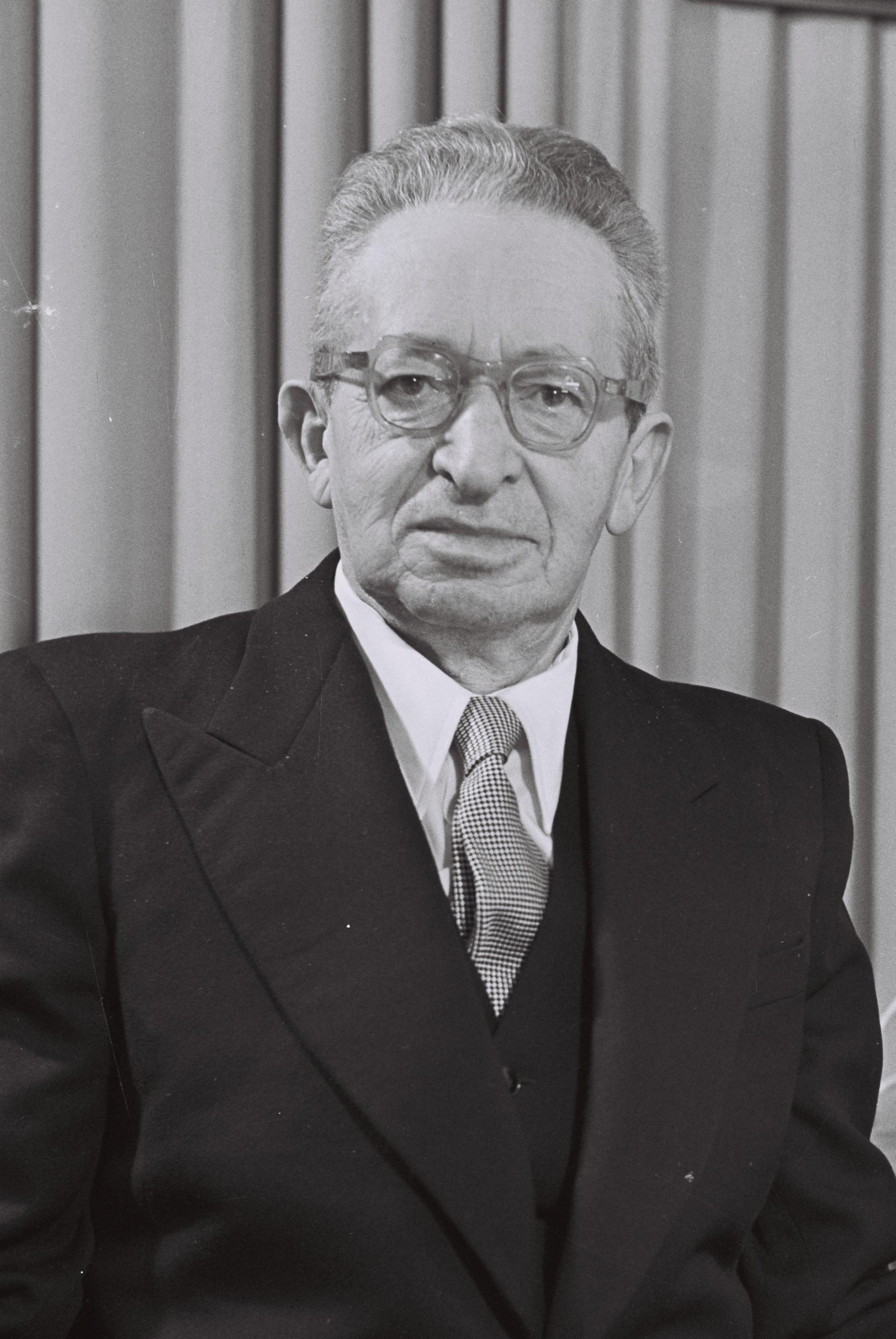
Itzhak Ben-Zvi
23 april

| 1 | 2 | 3 | 4 | 5 | 6 | 7 | 8 | 9 | 10 | 11 | 12 | 13 | 14 | 15 | 16 | 17 | 18 | 19 | 20 | 21 | 22 | 23 | 24 | 25 | 26 | 27 | 28 | 29 | 30 |
| - | - | - | - | - | - | - | - | - | -- | -- | -- | -- | -- | -- | -- | -- | -- | -- | -- | -- | -- | -- | -- | -- | -- | -- | -- | -- | -- |

### 1 april
- Reinier Beeuwkes (79), Nederlands voetballer
- Richard Weaver (53), Amerikaans schrijver

### 2 april
- Pierre Henri François van Vloten (79), Nederlands jurist en collaborateur

### 3 april
- Antoinette van Anhalt-Dessau (78), lid Duitse adel
- Alma Richards (73), Amerikaans atleet
- Gene Sedric (56), Amerikaans jazzmusicus

### 4 april
- Emil Holmdahl (79), Amerikaans militair
- Oskari Tokoi (89), Fins politicus

### 5 april
- Jacobus Johannes Pieter Oud (73), Nederlands architect

### 6 april
- Karl Pauspertl (65), Oostenrijks componist

### 7 april
- Otto de Booy (59), Nederlands militair

### 9 april
- Hubert Glansdorff (85), Belgisch kunstschilder

### 11 april
- Teofisto Guingona sr. (79), Filipijns bestuurder en politicus
- Arthur Jonath (53), Duits atleet
- Henryk Reyman (65), Pools voetballer
- Jan Willem van Nouhuys (93), Nederlands militair

### 12 april
- Nicolette Bruining (76), Nederlands theologe en omroepvoorzitter
- Felix Manalo (76), Filipijns geestelijk leider Iglesia ni Cristo
- Joseph Martel (59), Belgisch politicus
- Leo Scheere (67), Belgisch politicus
- Hans van Sweeden (24), Nederlands componist, acteur, dichter en danser

### 14 april
- Jozef Van Royen (65), Belgisch politicus

### 18 april
- Adriaan Koonings (67), Nederlands voetballer en voetbalcoach

### 20 april
- Henri Jonkers (85), Nederlands beeldhouwer
- Jeanne Vandervelde-Beeckman (71), Belgisch politicus

### 21 april
- Dennis Robertson (72), Brits econoom

### 22 april
- Jean-Jules Eggericx (78), Belgisch architect

### 23 april
- Itzhak Ben-Zvi (78), president van Israël
- Victor Dethier (70), Belgisch wielrenner

### 24 april
- Manuel Bartlett Bautista (68), Mexicaans politicus

### 27 april
- Bill Webster (53), Brits motorcoureur

### 28 april
- Frans Vos de Wael (87), Nederlands burgemeester

## Mei

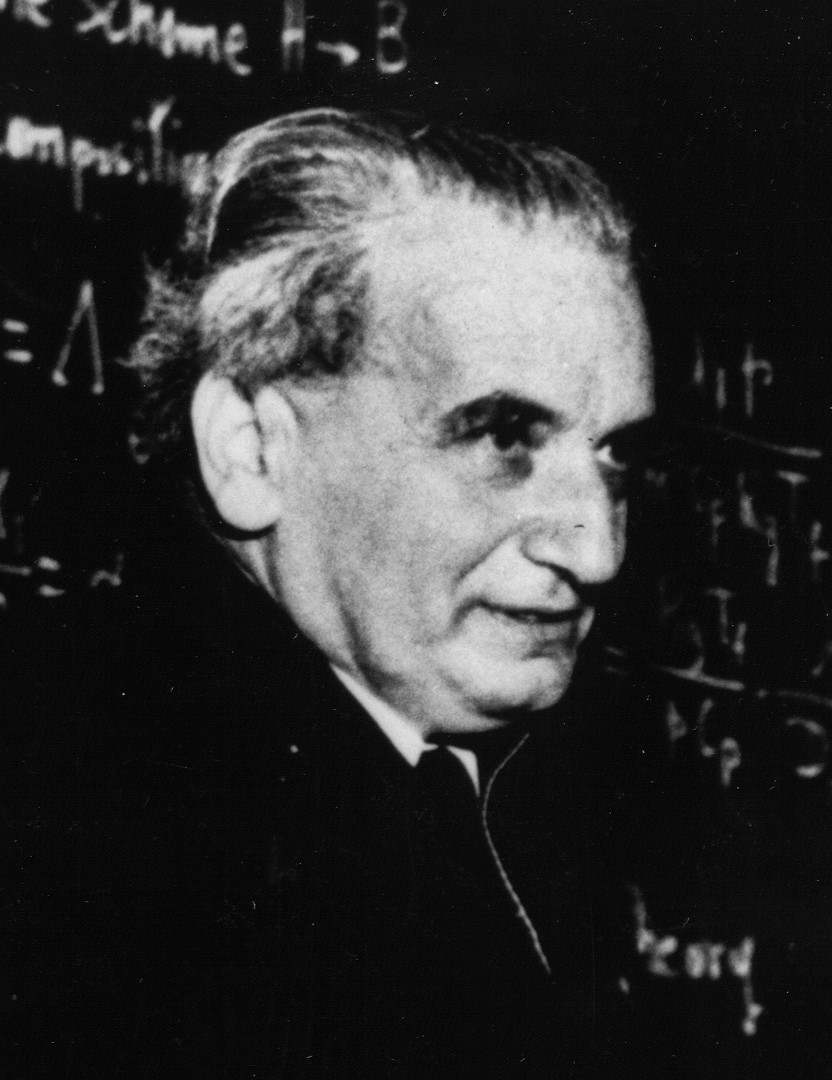
Theodore von Kármán
7 mei

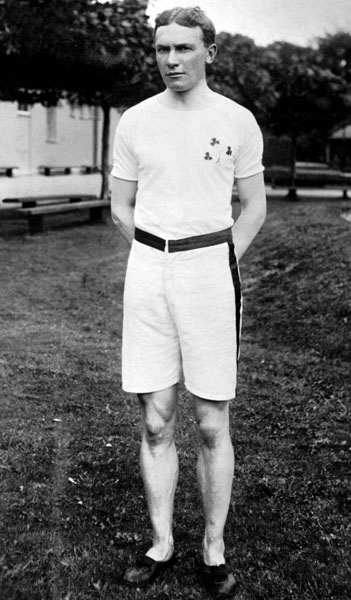
Bobby Kerr
12 mei

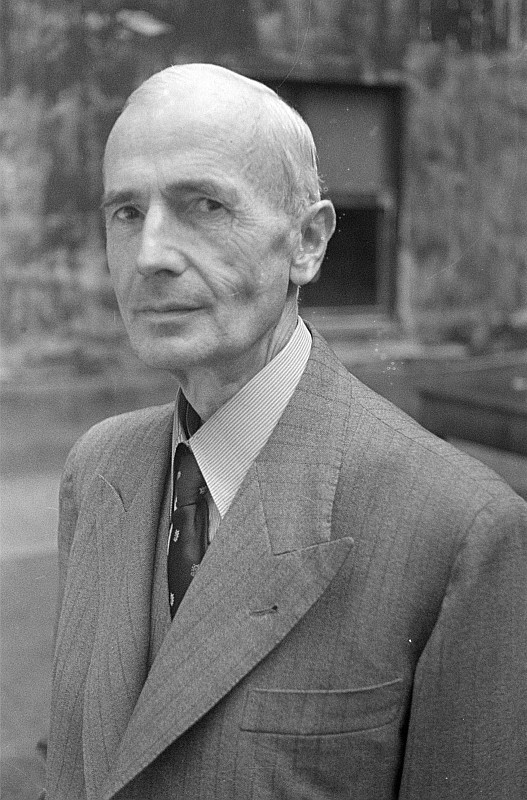
Waldemar Koch
15 mei

| 1 | 2 | 3 | 4 | 5 | 6 | 7 | 8 | 9 | 10 | 11 | 12 | 13 | 14 | 15 | 16 | 17 | 18 | 19 | 20 | 21 | 22 | 23 | 24 | 25 | 26 | 27 | 28 | 29 | 30 | 31 |
| - | - | - | - | - | - | - | - | - | -- | -- | -- | -- | -- | -- | -- | -- | -- | -- | -- | -- | -- | -- | -- | -- | -- | -- | -- | -- | -- | -- |

### 3 mei
- Hal LeSueur (59), Amerikaans acteur

### 4 mei
- Arthur Lambrecht (59), Belgisch kunstschilder

### 5 mei
- Willem Wassink (74), Nederlands medicus

### 6 mei
- Jacob Willem Arriëns (85), Nederlands burgemeester
- Giulio Andrea Marchesini (74), Italiaans componist

### 7 mei
- Theodore von Kármán (81), Hongaars-Amerikaanse natuurkundige

### 8 mei
- M.E. Clifton James (65), Brits acteur en militair

### 9 mei
- Charles Vyner Brooke (88), radja van het Koninkrijk Sarawak

### 10 mei
- Gianfranco Comotti (56), Italiaans autocoureur

### 11 mei
- Herbert Spencer Gasser (74), Amerikaans fysioloog en Nobelprijswinnaar
- Gijsbert van Veldhuizen (60), Nederlands theoloog en schrijver

### 12 mei
- Bobby Kerr (80), Canadees atleet
- Ernst Marischka (70), Oostenrijks filmregisseur

### 13 mei
- Alois Hudal (77), Oostenrijks bisschop

### 15 mei
- Waldemar Koch (82), Duits politicus

### 17 mei
- André van der Vossen (70), Nederlands kunstenaar

### 19 mei
- Lauro Bordin (72), Italiaans wielrenner

### 26 mei
- Govert-Marinus Augustijn (91), Nederlands keramist
- Ferdi Silz (47), Duits voetbaltrainer

### 29 mei
- Vissarion Sjebalin (60), Russisch componist

### 30 mei
- Guillermo Masangkay (95), Filipijns militair

## Juni

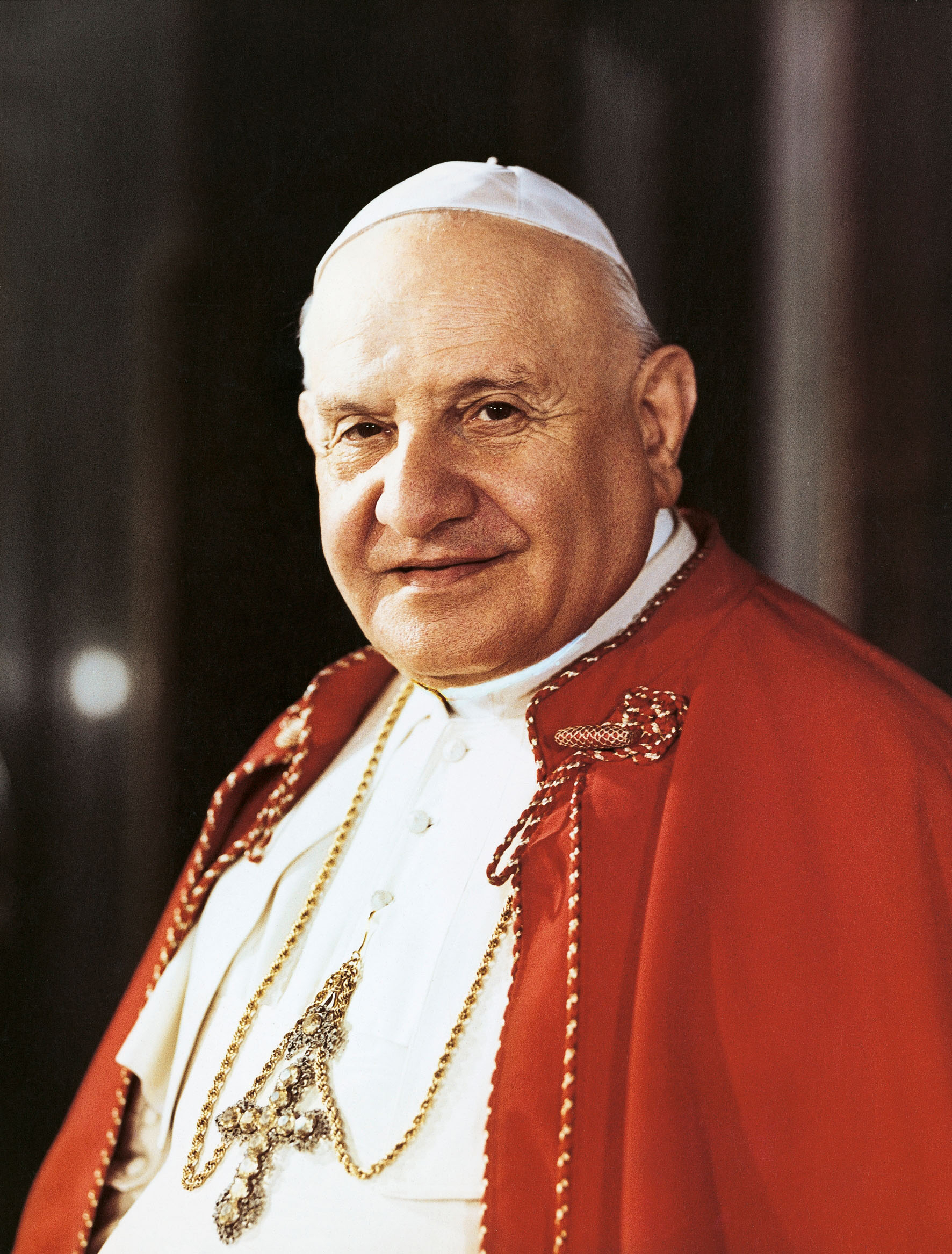
Paus Johannes XXIII
3 juni

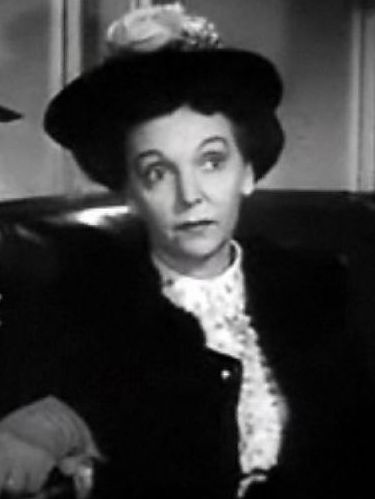
Zasu Pitts
7 juni

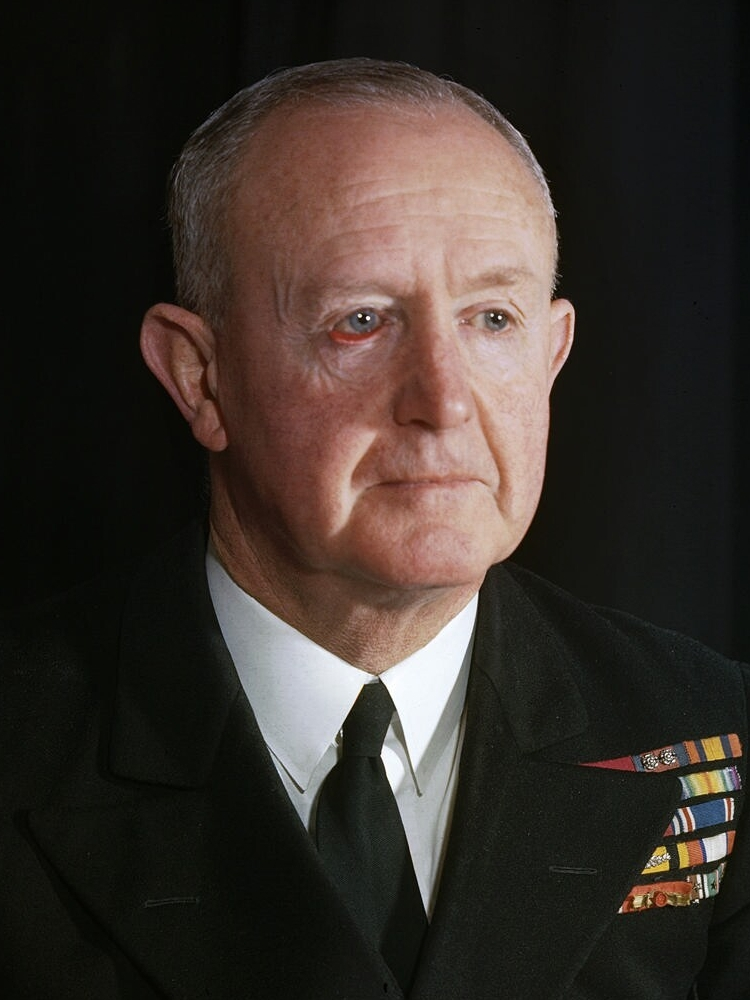
Andrew Cunningham
12 juni

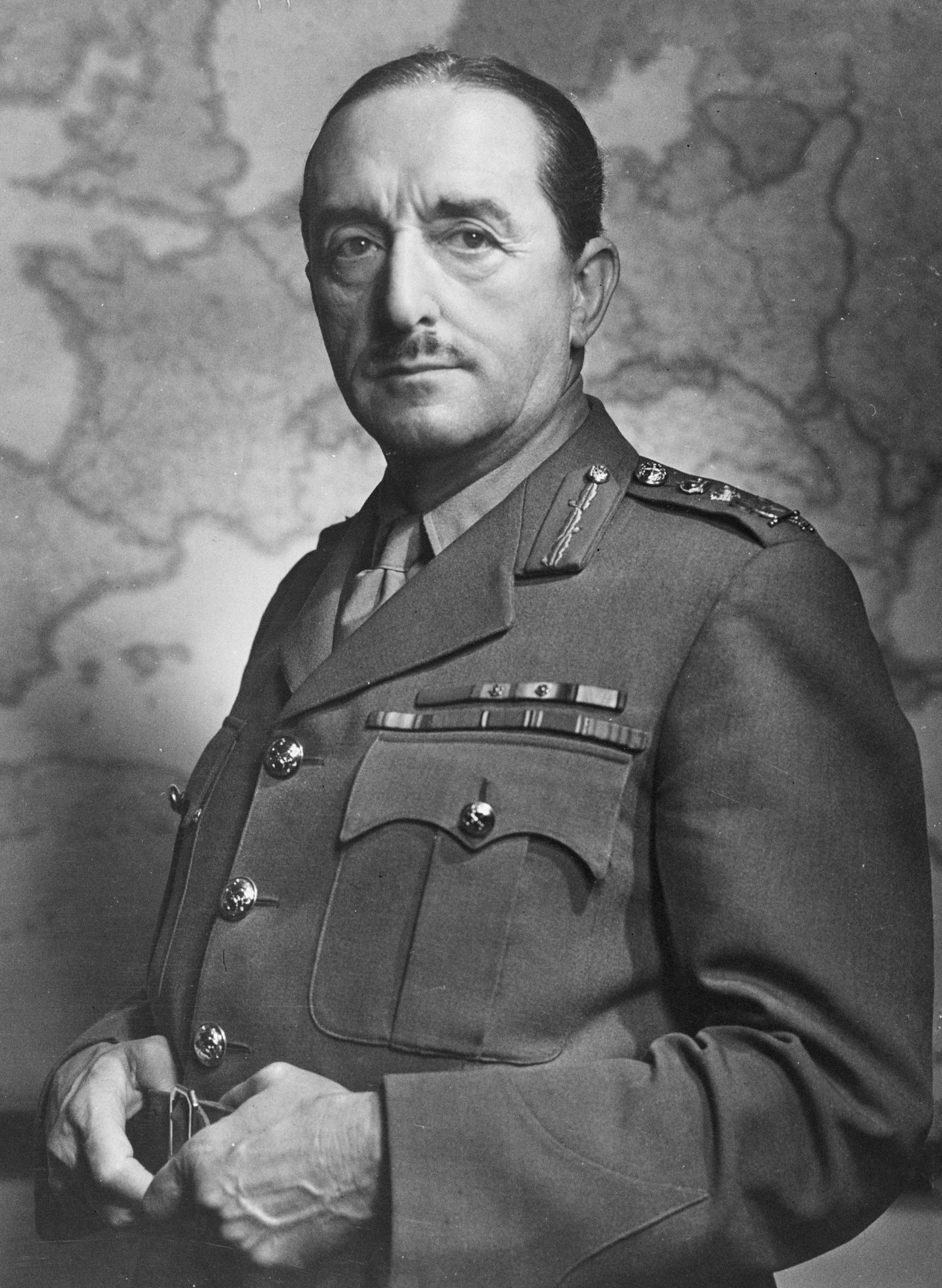
Alan Brooke
17 juni

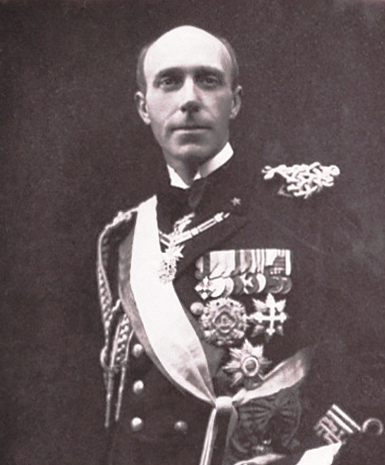
Ferdinand van Savoye
24 juni

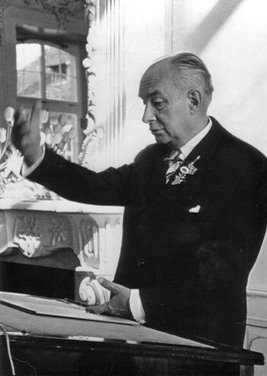
Alexander Rüstow
30 juni

| 1 | 2 | 3 | 4 | 5 | 6 | 7 | 8 | 9 | 10 | 11 | 12 | 13 | 14 | 15 | 16 | 17 | 18 | 19 | 20 | 21 | 22 | 23 | 24 | 25 | 26 | 27 | 28 | 29 | 30 |
| - | - | - | - | - | - | - | - | - | -- | -- | -- | -- | -- | -- | -- | -- | -- | -- | -- | -- | -- | -- | -- | -- | -- | -- | -- | -- | -- |

### 1 juni
- Victor de Blocq van Kuffeler (84), Nederlands waterbouwkundige

### 2 juni
- Paul Carpenter Standley (79), Amerikaans botanicus

### 3 juni
- Nazım Hikmet (61), Turks dichter en schrijver
- Paus Johannes XXIII (81), Italiaans kardinaal, Rooms-katholiek kerkleider
- Dick MacNeill (65), Nederlands voetballer
- Piet Ouborg (70), Nederlands kunstschilder

### 5 juni
- Raphaël Alibert (76), Frans politicus
- Arnold Boulanger (87), Belgisch politicus
- Adrian Carton de Wiart (83), Belgisch-Iers militair

### 6 juni
- William Baziotes (50), Amerikaans kunstschilder

### 7 juni
- Zasu Pitts (69), Amerikaans actrice

### 9 juni
- Jacques Villon (87), Frans kunstschilder

### 10 juni
- Bob Vos (52), Nederlands componist

### 11 juni
- Gérard Noël (62), Belgisch atleet
- Thích Quảng Đức (66), Vietnamees geestelijke en activist

### 12 juni
- Andrew Cunningham (80), Brits militair
- Gordon Jones (52), Amerikaans acteur
- Theo Rueter (86), Nederlands architect

### 13 juni
- Zoilo Hilario (70), Filipijns schrijver, politicus en jurist

### 14 juni
- Carl Skottsberg (82), Zweeds botanicus

### 16 juni
- Richard Dombi (75), Oostenrijks voetballer en voetbaltrainer

### 17 juni
- Richard Baer (51), Duits militair
- Alan Brooke (79), Brits militair leider
- Carl Friedrich Roewer (81), Duits arachnoloog

### 18 juni
- Pedro Armendáriz (51), Mexicaans acteur
- Hans Kaart (43), Nederlands acteur en zanger

### 19 juni
- Henk Wegerif (75), Nederlands architect

### 20 juni
- Etienne Derick (72), Belgisch politicus

### 24 juni
- Ferdinand van Savoye (79), lid Italiaanse adel

### 26 juni
- Obe Postma (95), Nederlands dichter

### 27 juni
- Machiel Wilmink (69), Nederlands grafisch ontwerper

### 30 juni
- Alexander Rüstow (78), Duits socioloog en econoom

## Juli

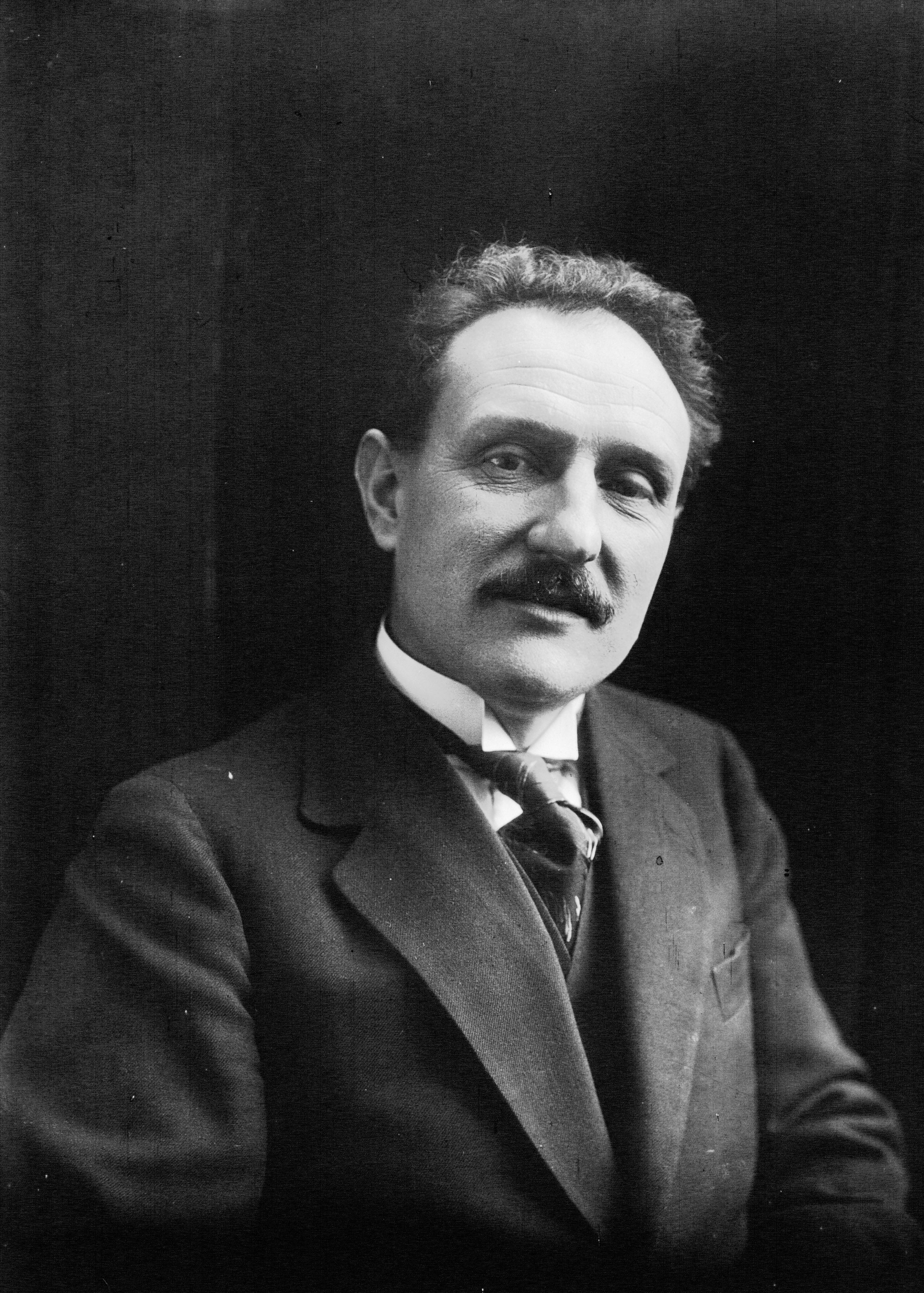
Camille Chautemps
1 juli

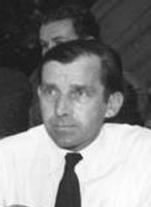
Bodo Uhse
2 juli

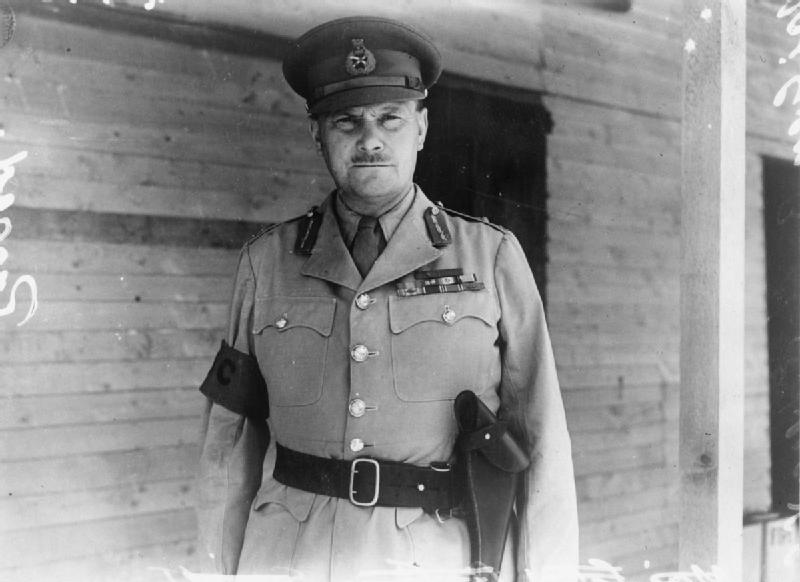
Bernard Freyberg
4 juli

| 1 | 2 | 3 | 4 | 5 | 6 | 7 | 8 | 9 | 10 | 11 | 12 | 13 | 14 | 15 | 16 | 17 | 18 | 19 | 20 | 21 | 22 | 23 | 24 | 25 | 26 | 27 | 28 | 29 | 30 | 31 |
| - | - | - | - | - | - | - | - | - | -- | -- | -- | -- | -- | -- | -- | -- | -- | -- | -- | -- | -- | -- | -- | -- | -- | -- | -- | -- | -- | -- |

### 1 juli
- Camille Chautemps (78), Frans politicus

### 2 juli
- Seth Barnes Nicholson (71), Amerikaans astronoom
- Lisa Tetzner (68), Duits schrijfster
- Bodo Uhse (59), Duits schrijver, journalist en politiek activist

### 4 juli
- Bernard Freyberg (74), Brits-Nieuw-Zeelands militair
- Fritz Reuter (66), Duits componist
- Lashmer Gordon Whistler (64), Brits militair

### 7 juli
- Jan Fadrhons (53), Tsjechisch componist
- Valeer Tahon (55), Belgisch politicus

### 8 juli
- Fritz Tscherter (74), Duits voetballer

### 10 juli
- Agathe L. van Beverwijk (55), Nederlands mycoloog en botanicus

### 13 juli
- Pierre de Coninck de Merckem (81), Belgisch politicus

### 14 juli
- Sivananda (75), Indiaas spirituele leider

### 16 juli
- Nikolaj Asejev (74), Russisch schrijver en dichter

### 20 juli
- Jan Naarding (60), Nederlands schrijver en taalkundige

### 21 juli
- Lou Bonin (85), Frans kunstenaar

### 22 juli
- Frank Owen Dobson (76), Brits kunstschilder en beeldhouwer
- Valerio Valeri (79), Italiaans kardinaal

### 25 juli
- Daniël Ruyneman (76), Nederlands componist

### 26 juli
- Edgar Sengier (83), Belgisch ondernemer

### 28 juli
- Carl Borgward (72), Duits ondernemer

## Augustus

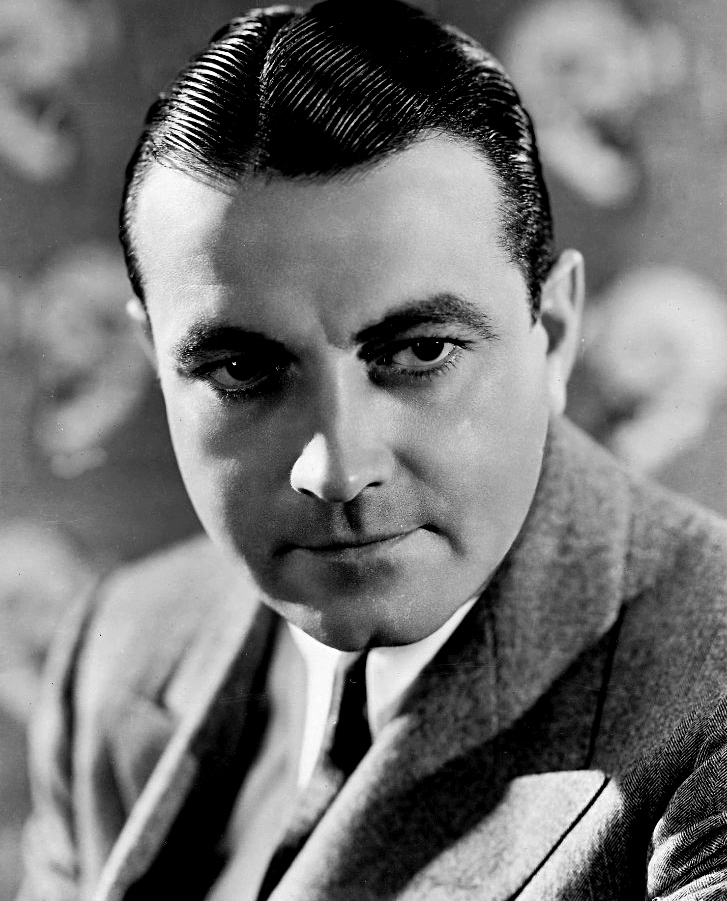
Richard Barthelmess
17 augustus

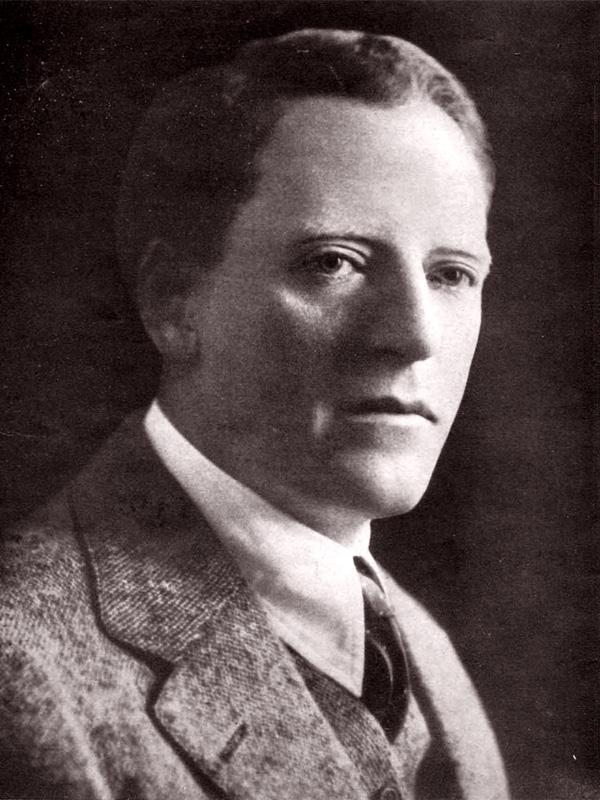
James Kirkwood
24 augustus

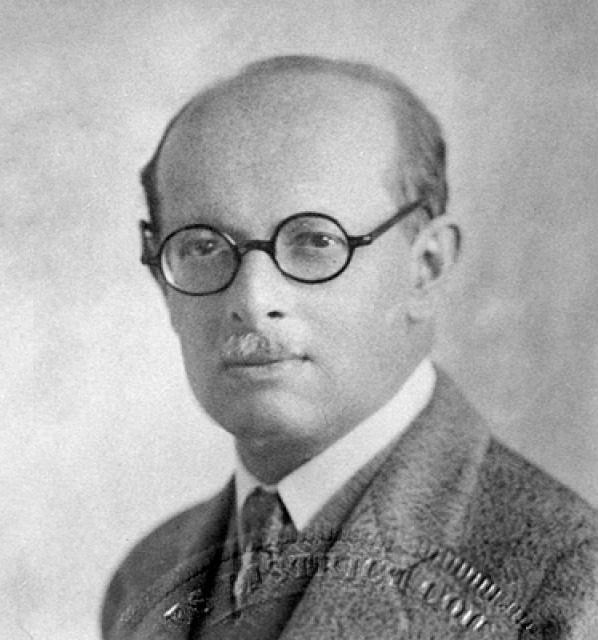
Julius Edgar Lilienfeld
28 augustus

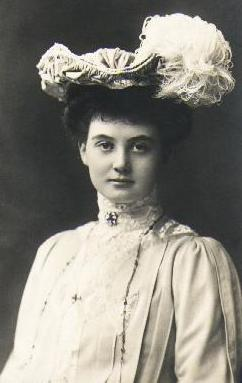
Prinses Alexandra
30 augustus

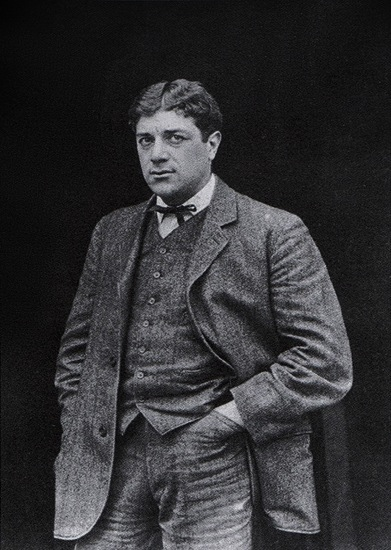
Georges Braque
31 augustus

| 1 | 2 | 3 | 4 | 5 | 6 | 7 | 8 | 9 | 10 | 11 | 12 | 13 | 14 | 15 | 16 | 17 | 18 | 19 | 20 | 21 | 22 | 23 | 24 | 25 | 26 | 27 | 28 | 29 | 30 | 31 |
| - | - | - | - | - | - | - | - | - | -- | -- | -- | -- | -- | -- | -- | -- | -- | -- | -- | -- | -- | -- | -- | -- | -- | -- | -- | -- | -- | -- |

### 1 augustus
- Hendricus Petrus Koster (80), Nederlands militair
- Theodore Roethke (55), Amerikaans dichter

### 2 augustus
- Oliver La Farge (61), Amerikaans schrijver en antropoloog

### 3 augustus
- Lamme Benenga (77), Nederlands zwemmer
- Jan Snellebrand (71), Nederlands architect

### 5 augustus
- Pieter Magerman (71), Belgisch toneelschrijver

### 6 augustus
- Sophus Nielsen (75), Deens voetballer en voetbalcoach

### 7 augustus
- Paul Helwig (70), Duits toneelschrijver en -regisseur

### 10 augustus
- Ernst Wetter (85), Zwitsers politicus

### 15 augustus
- Vsevolod Ivanov (68), Russisch schrijver
- Fritz Strich (79), Duits-Zwitsers literatuurwetenschapper

### 17 augustus
- Richard Barthelmess (68), Amerikaans acteur

### 19 augustus
- Alfons Matthysen (72), Belgisch bisschop
- Pieter Scharroo (79), Nederlands militair leider

### 20 augustus
- Joan Voûte (84), Nederlands astronoom

### 22 augustus
- Ted Duncan (50), Amerikaans autocoureur
- Augustus Goessling (84), Amerikaans waterpolospeler en zwemmer

### 23 augustus
- Léon Devos (67), Belgisch wielrenner
- Glen Gray (57), Amerikaans bigbandleider
- Regino Ylanan (73), Filipijns sporter en sportbestuurder

### 24 augustus
- James Kirkwood (88), Amerikaans acteur en regisseur

### 26 augustus
- Pierre Clemens (50), Luxemburgs wielrenner

### 27 augustus
- Dirk Leonardus Daalder (75), Nederlands onderwijskundige

### 28 augustus
- Julius Edgar Lilienfeld (81), Amerikaans natuurkundige

### 29 augustus
- Wim van den Hoek (37), Nederlands kunstenaar

### 30 augustus
- Guy Burgess (52), Brits spion
- Alexandra van Hannover-Cumberland (80), lid Duitse adel

### 31 augustus
- Georges Braque (81), Frans kunstschilder
- W.G. van de Hulst sr. (83), Nederlands schrijver

## September

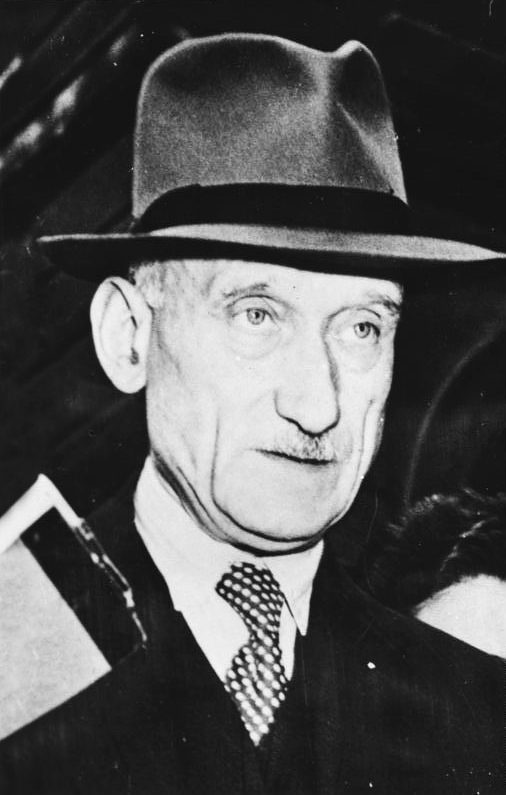
Robert Schuman
4 september

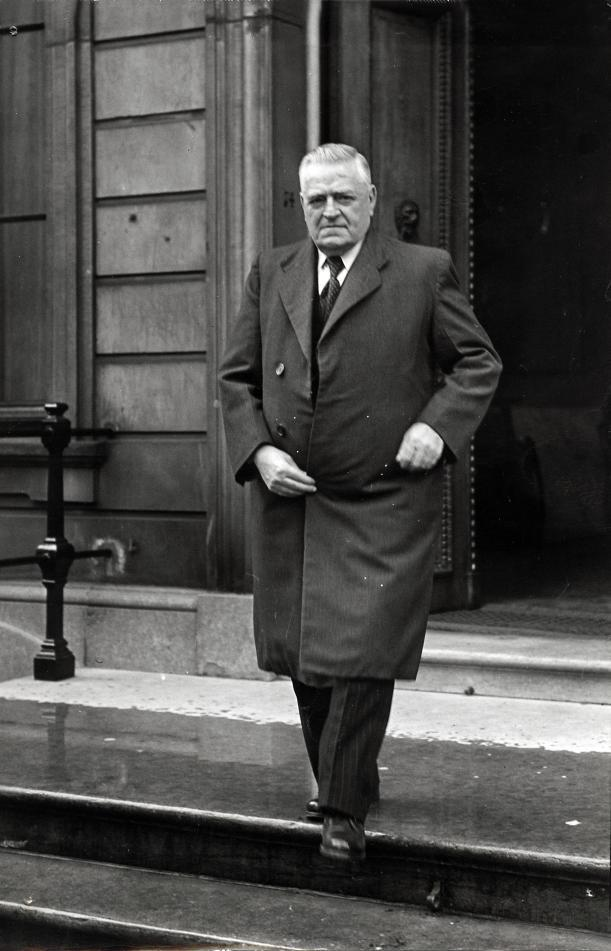
Jan Schouten
9 september

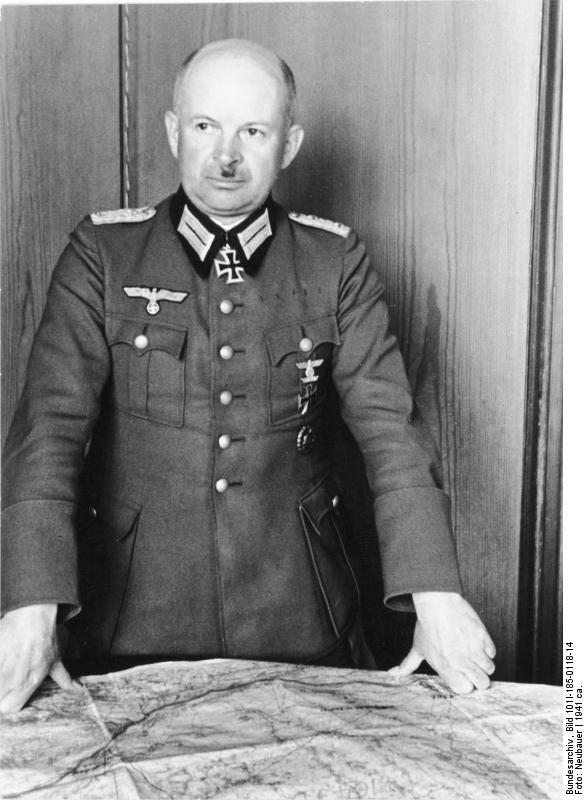
Kurt Zeitzler
25 september

| 1 | 2 | 3 | 4 | 5 | 6 | 7 | 8 | 9 | 10 | 11 | 12 | 13 | 14 | 15 | 16 | 17 | 18 | 19 | 20 | 21 | 22 | 23 | 24 | 25 | 26 | 27 | 28 | 29 | 30 |
| - | - | - | - | - | - | - | - | - | -- | -- | -- | -- | -- | -- | -- | -- | -- | -- | -- | -- | -- | -- | -- | -- | -- | -- | -- | -- | -- |

### 2 september
- Fazlollah Zahedi (66), Iraans militair en politicus

### 3 september
- Cruys Voorbergh (64), Nederlandse acteur

### 4 september
- Robert Schuman (77), Frans politicus

### 5 september
- Achiel Stubbe (66), Belgisch priester

### 8 september
- Edwin Linkomies (67), Fins politicus en taalkundige

### 9 september
- Thomas Beck (63), Noors componist
- Jan Schouten (80), Nederlands politicus

### 12 september
- Modest Altschuler (90), Amerikaans dirigent

### 16 september
- Johannes Droste (77), Nederlandse wiskundige en theoretisch fysicus

### 20 september
- Gaston Heenen (83), Belgisch politicus
- Mari van Warmelo (96), Nederlands acteur
- Jan Wiegman (79), Nederlands illustrator

### 21 september
- Péter Szabó (64), Hongaars voetballer en voetbaltrainer

### 23 september
- Hein Buisman (59), Nederlands ondernemer en natuurbeschermer

### 25 september
- Kurt Zeitzler (68), Duits militair leider

### 27 september
- Wemeltje Kruit (76), Nederlands dorpsfiguur

### 28 september
- Laughing Charley Lincoln (63), Amerikaans blueszanger

### 29 september
- Alfons Fornier (87), Belgisch hoogleraar, politicus en Vlaams activist

### 30 september
- Emil Klöti (85), Zwitsers politicus
- Piet Wiegman (78), Nederlands kunstenaar

## Oktober

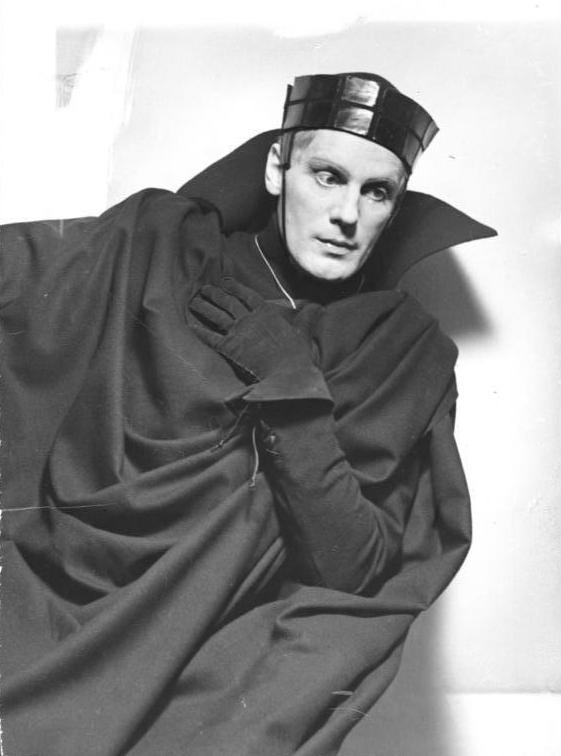
Gustaf Gründgens
7 oktober

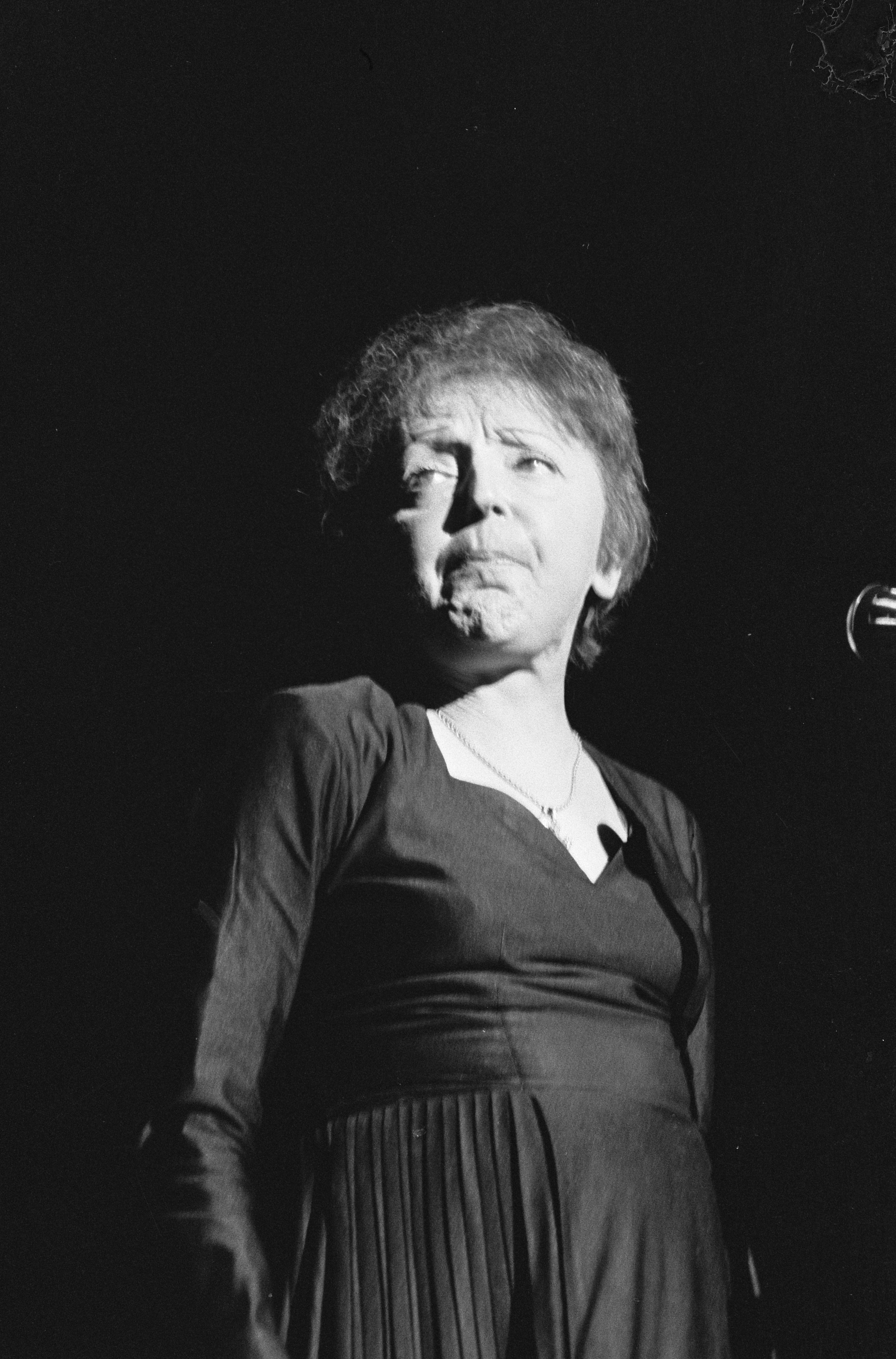
Édith Piaf
10 oktober

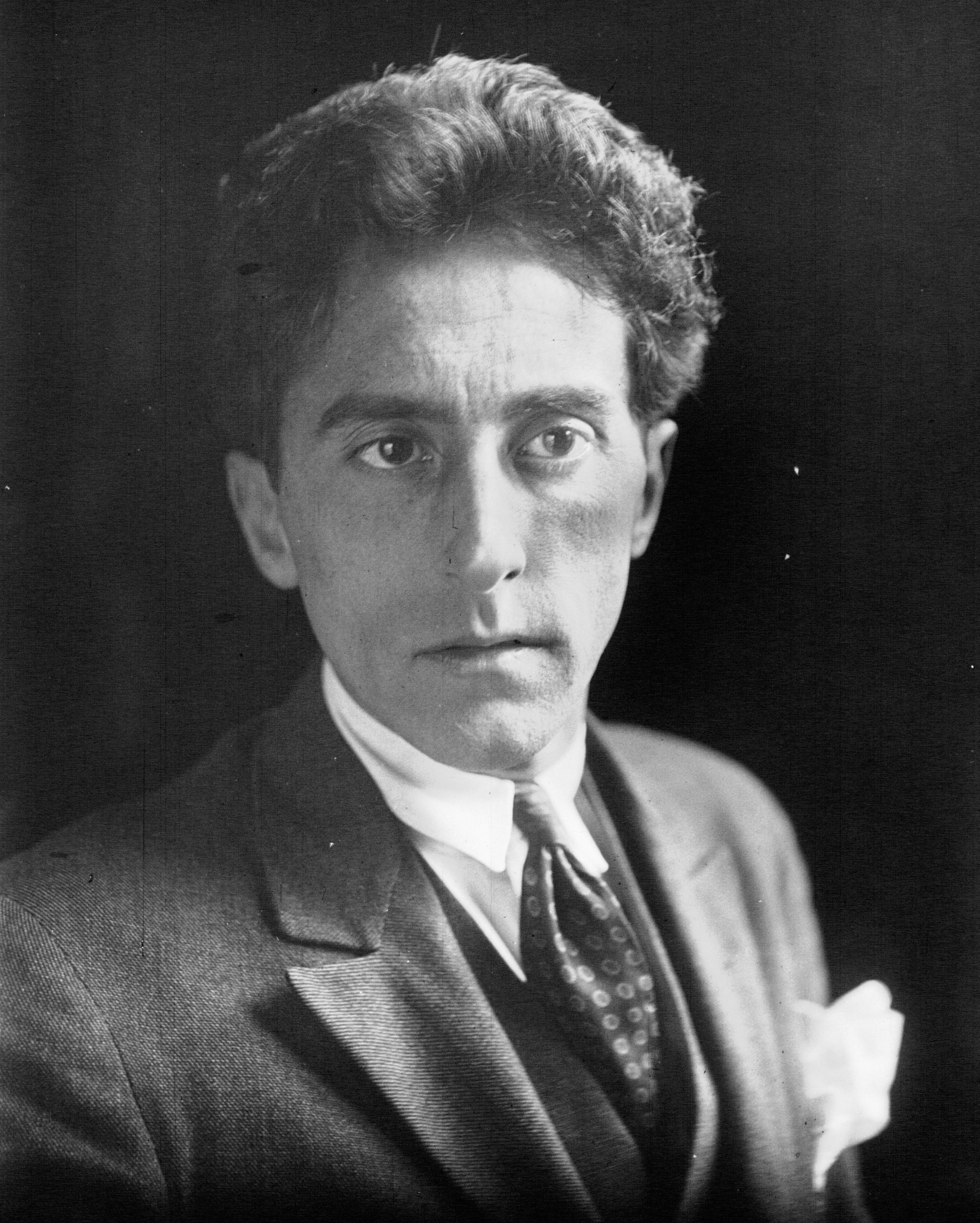
Jean Cocteau
11 oktober

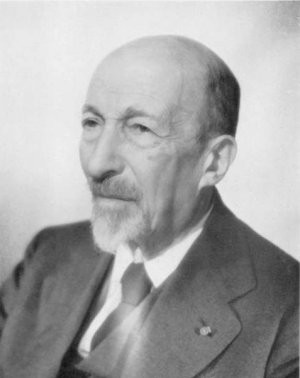
Jacques Hadamard
17 oktober

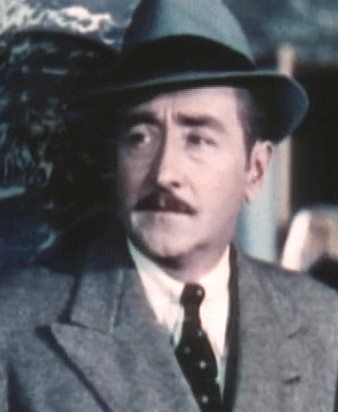
Adolphe Menjou
29 oktober

| 1 | 2 | 3 | 4 | 5 | 6 | 7 | 8 | 9 | 10 | 11 | 12 | 13 | 14 | 15 | 16 | 17 | 18 | 19 | 20 | 21 | 22 | 23 | 24 | 25 | 26 | 27 | 28 | 29 | 30 | 31 |
| - | - | - | - | - | - | - | - | - | -- | -- | -- | -- | -- | -- | -- | -- | -- | -- | -- | -- | -- | -- | -- | -- | -- | -- | -- | -- | -- | -- |

### 2 oktober
- Florent Mortier (86), Belgisch missionaris

### 3 oktober
- Georges Hebbelinck (47), Belgisch journalist

### 4 oktober
- René Drèze (48), Belgisch politicus

### 7 oktober
- Gustaf Gründgens (63), Duits acteur

### 8 oktober
- Arnold Adriaan Bake (64), Nederlands musicoloog

### 9 oktober
- Saifuddin Kitchlew (75), Indiaas politicus

### 10 oktober
- Édith Piaf (47), Frans zangeres

### 11 oktober
- Jean Cocteau (74), Frans dichter, schrijver en filmmaker
- Albert Lietaert (80), Belgisch componist
- Albert Tittel (66), Duits componist
- Cornelis Catharinus Jacobus Welleman (63), Nederlands architect en burgemeester

### 13 oktober
- Albertus Marinus Nieuwenhuisen (69), Nederlands burgemeester

### 15 oktober
- Horton Smith (55), Amerikaans golfer

### 17 oktober
- Jacques Hadamard (97), Frans wiskundige

### 20 oktober
- Jules Kayser (84), Nederlands architect

### 21 oktober
- Jean Decoux (79), Frans koloniaal bestuurder
- Olaus Murie (74), Amerikaans natuurbeschermer

### 22 oktober
- Elvin Morton Jellinek (73), Amerikaans medicus
- Edith Elizabeth Pijpers (77), Nederlands kunstenares

### 23 oktober
- Clemens Hardeman (69), Nederlands architect

### 24 oktober
- Karl Bühler (84), Duits psycholoog

### 25 oktober
- Karl von Terzaghi (80), Oostenrijks geoloog

### 26 oktober
- Raimond Nazaire de Ruijter van Steveninck (69), Nederlands burgemeester

### 27 oktober
- Berthold van Baden (57), lid Duitse adel

### 28 oktober
- Emile Bulcke (88), Belgisch kunstenaar
- Mart Saar (81), Estisch componist

### 29 oktober
- Adolphe Menjou (73), Amerikaans acteur

### 30 oktober
- Frans Beckmann (80), Nederlands bisschop

### 31 oktober
- Henry Daniell (69), Brits acteur

## November

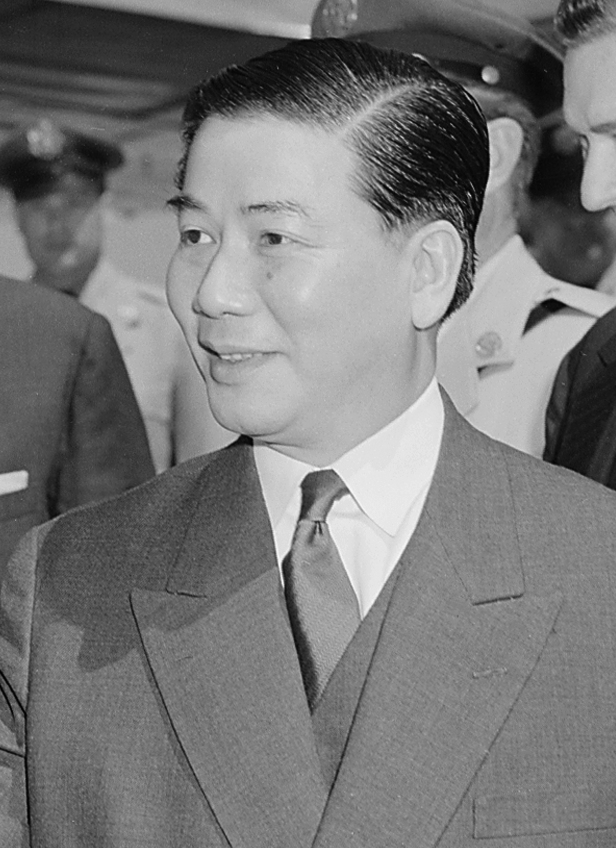
Ngô Đình Diệm
2 november

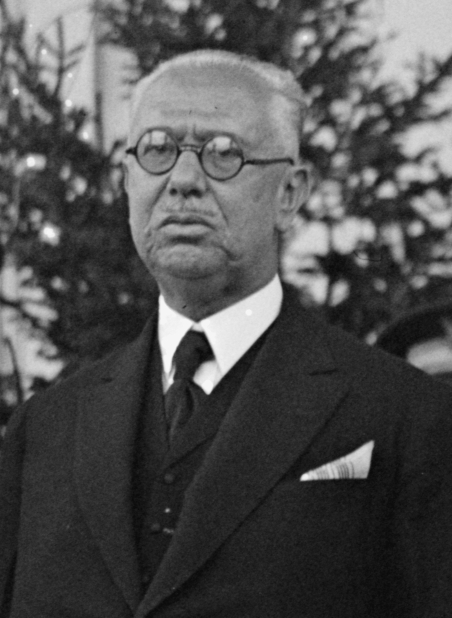
Pascual Ortiz Rubio
4 november

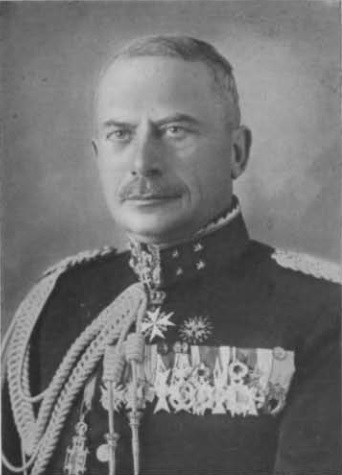
Godfried van Voorst tot Voorst
11 november

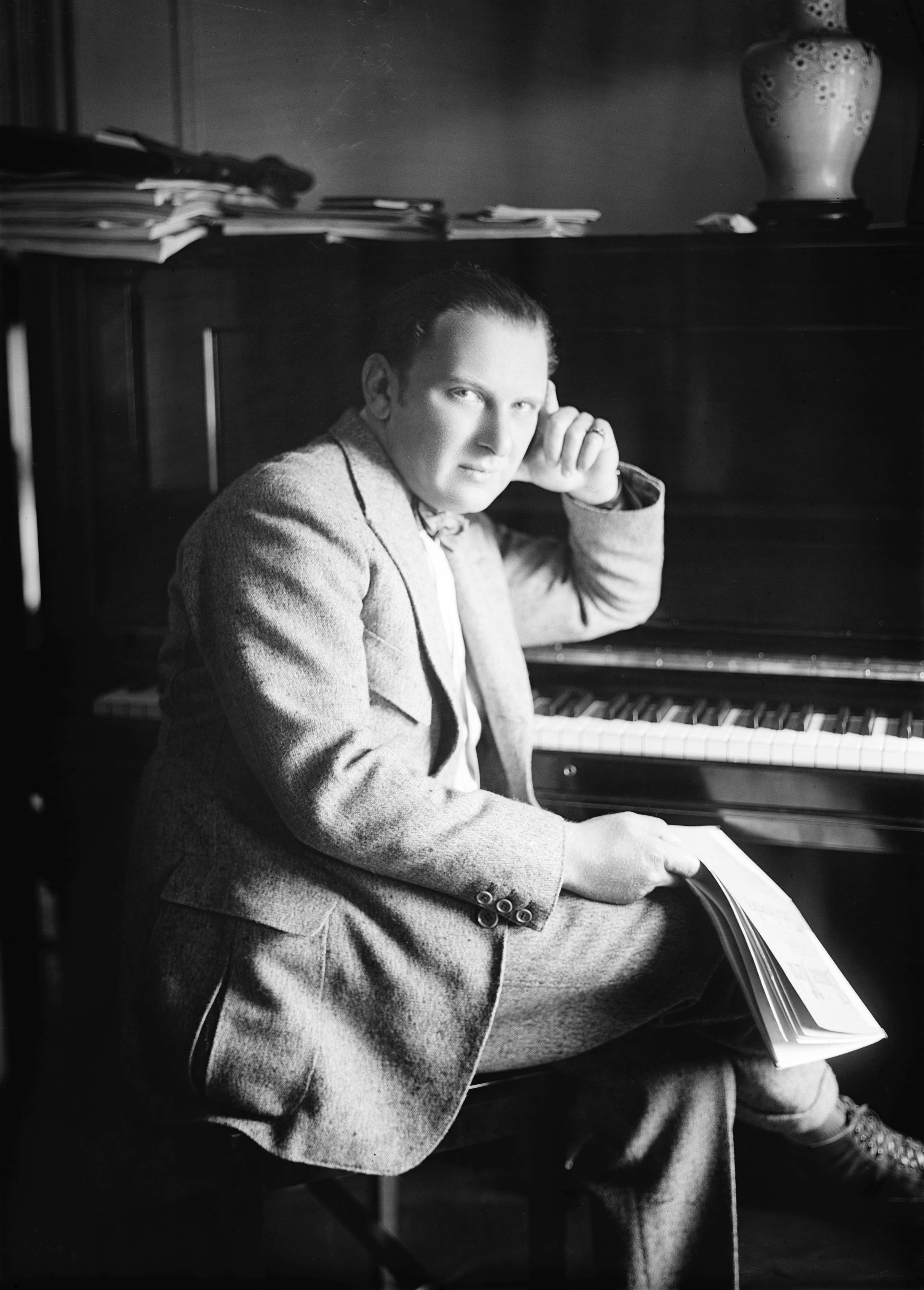
Fritz Reiner
15 november

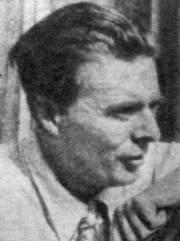
Aldous Huxley
22 november

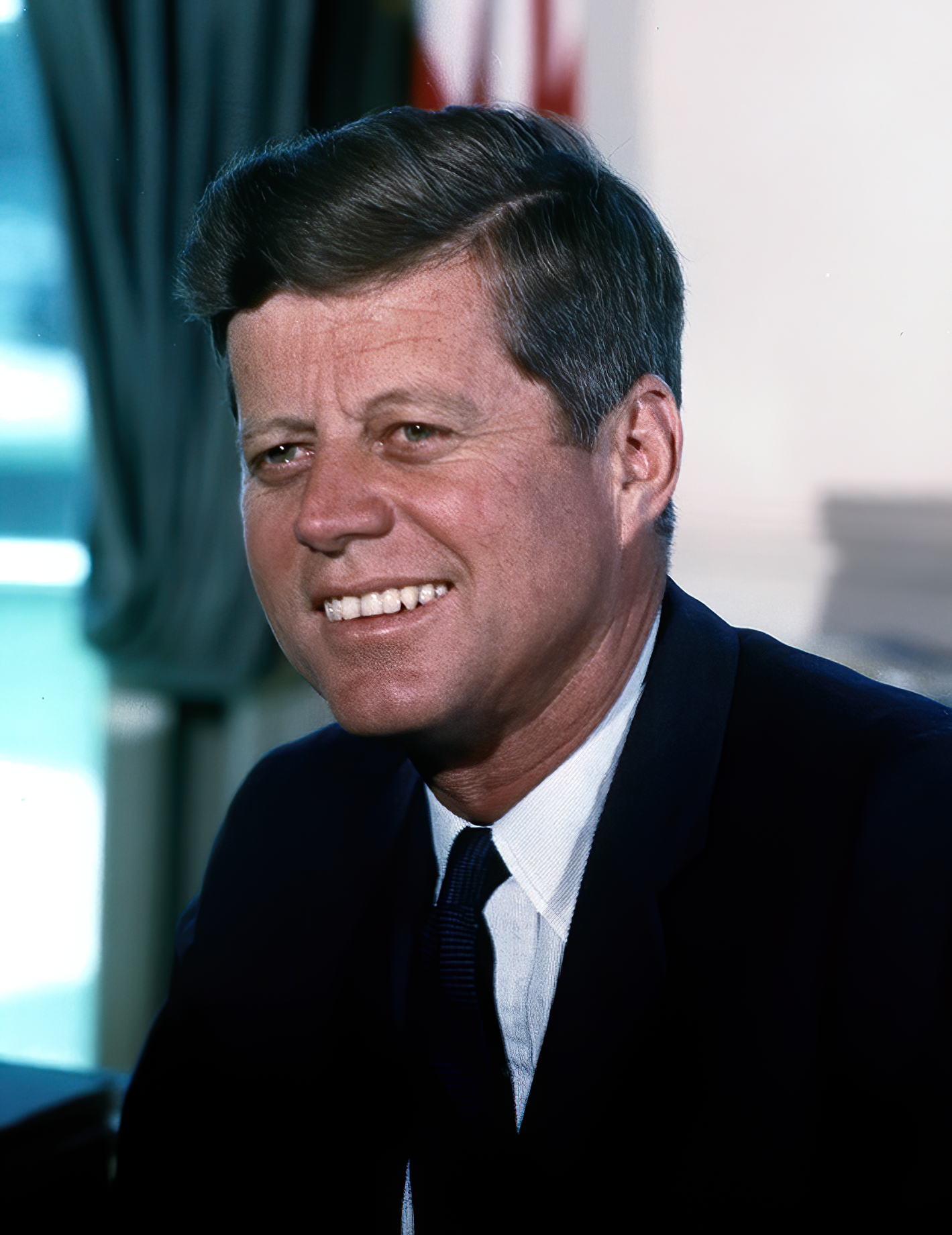
John F. Kennedy
22 november

| 1 | 2 | 3 | 4 | 5 | 6 | 7 | 8 | 9 | 10 | 11 | 12 | 13 | 14 | 15 | 16 | 17 | 18 | 19 | 20 | 21 | 22 | 23 | 24 | 25 | 26 | 27 | 28 | 29 | 30 |
| - | - | - | - | - | - | - | - | - | -- | -- | -- | -- | -- | -- | -- | -- | -- | -- | -- | -- | -- | -- | -- | -- | -- | -- | -- | -- | -- |

### 1 november
- Elsa Maxwell (80), Amerikaans journaliste

### 2 november
- Ngô Đình Diệm (62), president van Zuid-Vietnam
- Ngô Đình Nhu (53), Zuid-Vietnamees politicus

### 3 november
- Augusts Kirhenšteins (91), Lets politicus en bioloog
- Boris Kostić (76), Joegoslavisch schaker

### 4 november
- Max-André Dazergues (60), Frans schrijver
- Lourens de Groot (89), Nederlands politicus
- Pascual Ortiz Rubio (86), Mexicaans politicus

### 5 november
- Gesinus Gerhardus Kloeke (76), Nederlands taalkundige

### 7 november
- Djoeanda Kartawidjaja (52), Indonesisch politicus

### 10 november
- Erich Gritzner (89), Duits jurist

### 11 november
- Godfried van Voorst tot Voorst (83), Nederlands militair

### 13 november
- Margaret Murray (100), Brits antropoloog

### 15 november
- Valentin Brifaut (88), Belgisch politicus
- André Lalande (96), Frans wetenschapsfilosoof
- Fritz Reiner (74), Hongaars-Amerikaans dirigent

### 19 november
- Carmen Amaya (50), Spaans flamenco-artieste
- Henry Richardson (74), Amerikaans boogschutter en psychiater

### 21 november
- Karel Johannes van Erpecum (82), Nederlands jurist en politicus
- Artur Lemba (78), Estisch componist en pianist

### 22 november
- Aldous Huxley (69), Amerikaans schrijver en dichter
- John F. Kennedy (46), president van de Verenigde Staten
- C.S. Lewis (64), Iers-Brits schrijver
- J.D. Tippit (39), Amerikaans politiefunctionaris

### 24 november
- John LaFarge (83), Amerikaans geestelijke
- Lee Harvey Oswald (24), Amerikaans moordverdachte
- Georg-Hans Reinhardt (76), Duits militair

### 28 november
- Jan Drijver (77), Nederlands natuurbeschermer
- Lee Wallard (52), Amerikaans autocoureur

### 29 november
- Ernesto Lecuona (68), Cubaans componist en pianist

### 30 november
- Cyril Newall (77), Brits militair en bestuurder

## December

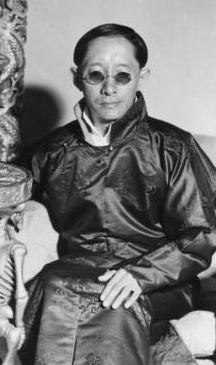
Tashi Namgyal
2 december

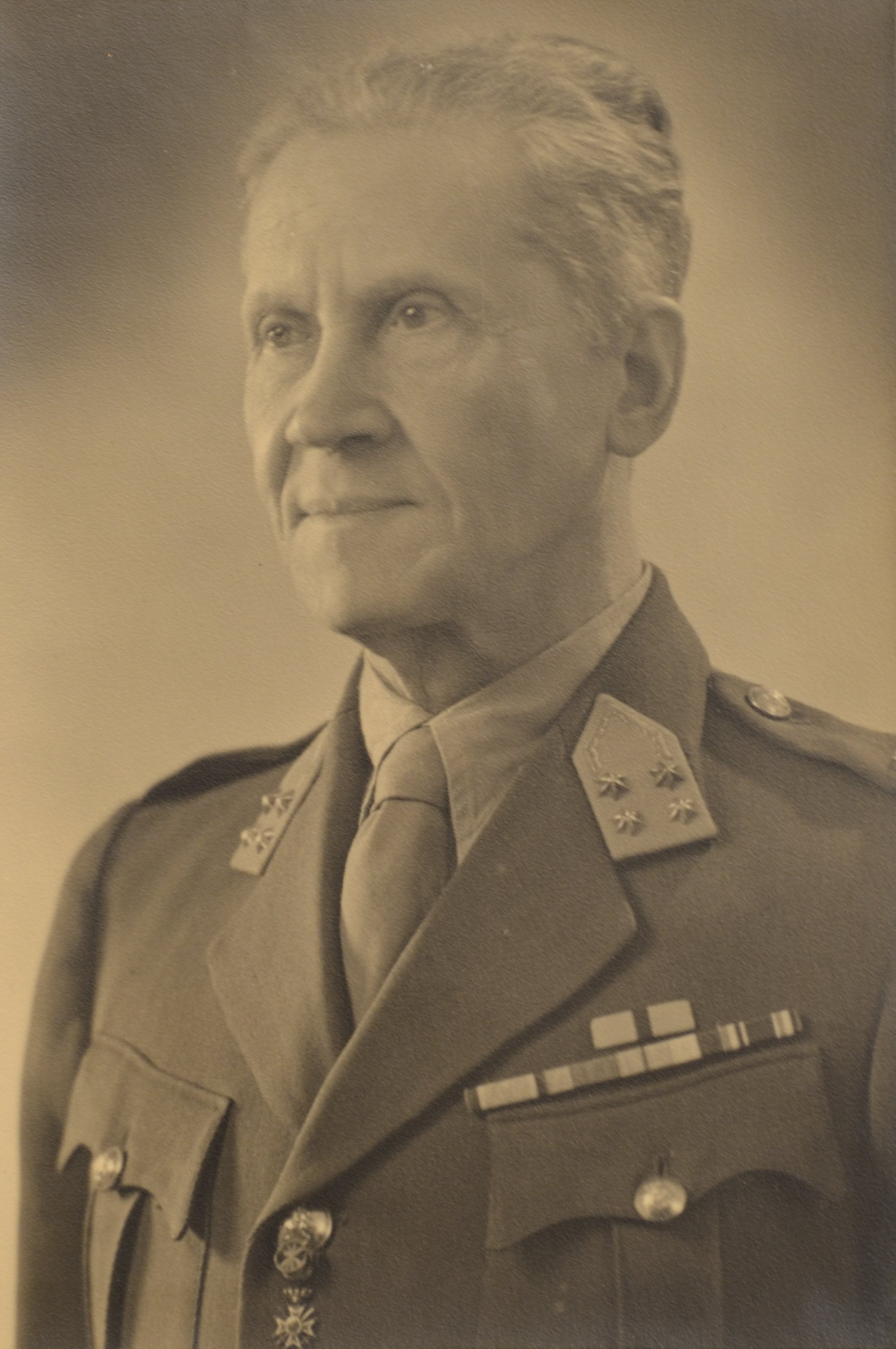
Jacobus Jans
7 december

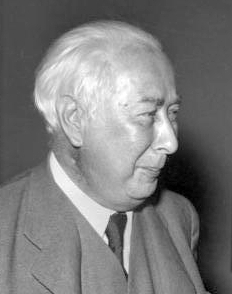
Theodor Heuss
12 december

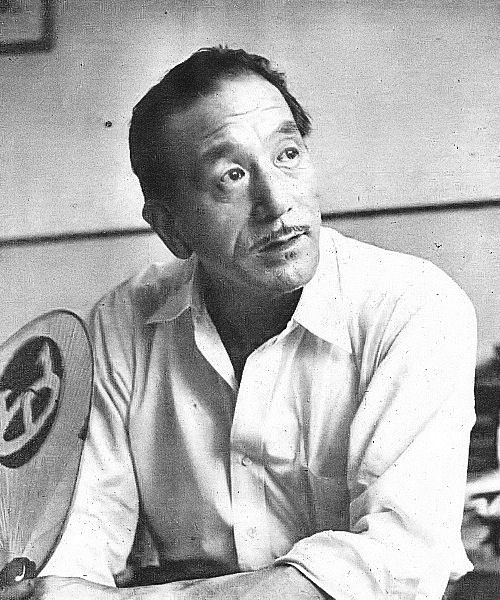
Yasujiro Ozu
12 december

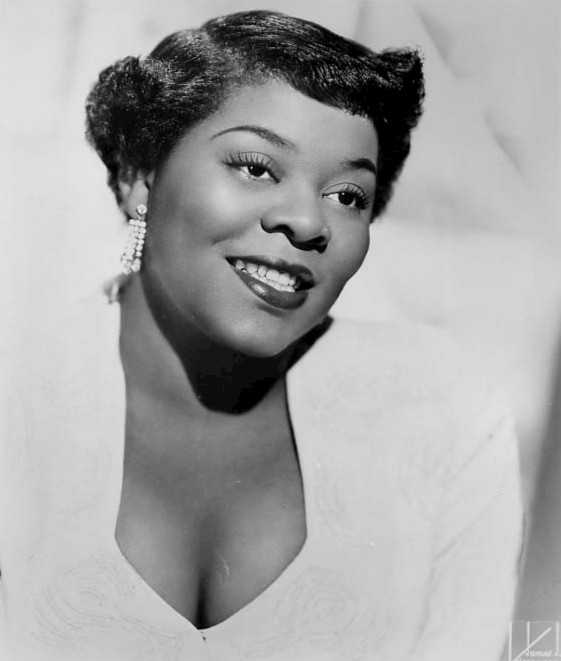
Dinah Washington
14 december

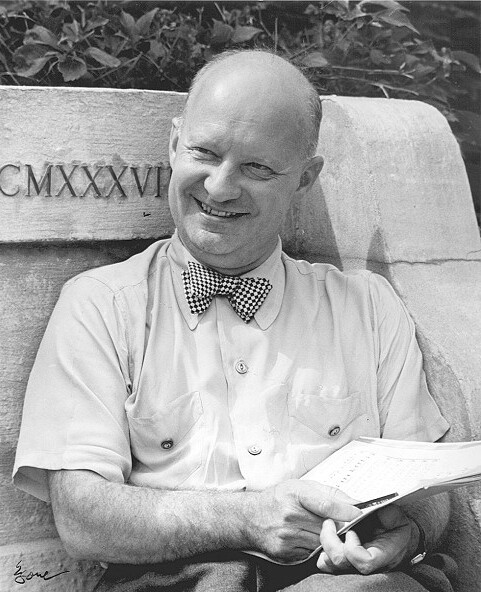
Paul Hindemith
28 december

| 1 | 2 | 3 | 4 | 5 | 6 | 7 | 8 | 9 | 10 | 11 | 12 | 13 | 14 | 15 | 16 | 17 | 18 | 19 | 20 | 21 | 22 | 23 | 24 | 25 | 26 | 27 | 28 | 29 | 30 | 31 |
| - | - | - | - | - | - | - | - | - | -- | -- | -- | -- | -- | -- | -- | -- | -- | -- | -- | -- | -- | -- | -- | -- | -- | -- | -- | -- | -- | -- |

### 2 december
- Tashi Namgyal (70), koning van Sikkim

### 3 december
- Henri Dujardin (81), Belgisch politicus
- Georgi Oesjakov (62), Russisch geograaf
- Hector Raemaekers (80), Belgisch voetballer

### 4 december
- George Campbell Munro (97), Amerikaans botanicus

### 5 december
- Karl Amadeus Hartmann (58), Duits componist
- Huseyn Shaheed Suhrawardy (71), Pakistaans politicus

### 7 december
- Jacobus Jans (89), Nederlands militair en verzetsstrijder

### 8 december
- François-Henri Guillaume (50), Belgisch politicus

### 10 december
- Auke Sonnega (53), Nederlands kunstenaar
- Gunnar Strömstén (78), Fins schaatser

### 11 december
- Sijo Kornelius Haitsma Mulier (76), Nederlands burgemeester
- Luis Russell (61), Amerikaans pianist en bigbandleider

### 12 december
- Theodor Heuss (79), president van de Bondsrepubliek Duitsland
- Yasujiro Ozu (60), Japans filmregisseur

### 13 december
- Arthur Ney (76), Zwitsers componist
- Hubert Pierlot (79), Belgisch politicus

### 14 december
- Erich Ollenhauer (62), Duits politicus
- Lodewijk Parisius (52), Surinaams jazzsaxofonist
- Dinah Washington (39), Amerikaans zangeres

### 15 december
- Luis Arcaraz (53), Mexicaans bigbandleider en componist
- Sotero Cabahug (72), Filipijns politicus

### 16 december
- Jan Hesterman (70), Nederlands bokser
- Simon Kooyman (81), Nederlands-Amerikaans componist

### 18 december
- Winfried Petrus Ignatius Zillig (58), Duits componist en dirigent

### 19 december
- Alan Gardiner (84), Brits egyptoloog
- Guy Trosper (52), Amerikaans scenarioschrijver

### 20 december
- Émile Michaux (76), Belgisch politicus

### 23 december
- Dolf Tilleman (67), Belgisch acteur

### 24 december
- Raphaël Verwilghen (78), Belgisch architect

### 25 december
- Heiner Fleischmann (49), Duits motorcoureur
- Tristan Tzara (67), Roemeens dichter en schrijver

### 26 december
- George Wagner (48), Amerikaans professioneel worstelaar

### 27 december
- Karel Justinus Calewaert (70), Belgisch bisschop

### 28 december
- Paul Hindemith (68), Duits componist

## Datum onbekend
- Hans Adam Dorten (83), Duits politiek activist (overleden in april)
- Luc Kaisin (62), Belgisch kunstschilder (overleden in april)

1900 ·
1901 ·
1902 ·
1903 ·
1904 ·
1905 ·
1906 ·
1907 ·
1908 ·
1909 ·
1910 ·
1911 ·
1912 ·
1913 ·
1914 ·
1915 ·
1916 ·
1917 ·
1918 ·
1919 ·
1920 ·
1921 ·
1922 ·
1923 ·
1924 ·
1925 ·
1926 ·
1927 ·
1928 ·
1929 ·
1930 ·
1931 ·
1932 ·
1933 ·
1934 ·
1935 ·
1936 ·
1937 ·
1938 ·
1939 ·
1940 ·
1941 ·
1942 ·
1943 ·
1944 ·
1945 ·
1946 ·
1947 ·
1948 ·
1949 ·
1950 ·
1951 ·
1952 ·
1953 ·
1954 ·
1955 ·
1956 ·
1957 ·
1958 ·
1959 ·
1960 ·
1961 ·
1962 ·
1963 ·
1964 ·
1965 ·
1966 ·
1967 ·
1968 ·
1969 ·
1970 ·
1971 ·
1972 ·
1973 ·
1974 ·
1975 ·
1976 ·
1977 ·
1978 ·
1979 ·
1980 ·
1981 ·
1982 ·
1983 ·
1984 ·
1985 ·
1986 ·
1987 ·
1988 ·
1989 ·
1990 ·
1991 ·
1992 ·
1993 ·
1994 ·
1995 ·
1996 ·
1997 ·
1998 ·
1999 ·
2000 ·
2001 ·
2002 ·
2003 ·
2004 ·
2005 ·
2006 ·
2007 ·
2008 ·
2009 ·
2010 ·
2011 ·
2012 ·
2013 ·
2014 ·
2015 ·
2016 ·
2017 ·
2018 ·
2019 ·
2020 ·
2021 ·
2022 ·
2023 ·
2024 ·
2025